# Mój mały kucyk
Mój mały kucyk (ang. My Little Pony) – amerykański serial animowany. Zrealizowany przy współpracy z Sunbow Productions i Marvel Productions, w oparciu o linię zabawek My Little Pony produkowaną przez Hasbro. Serial składa się z 31 odcinków po 2 epizody 10-minutowe.
W latach 1984 i 1985 stworzono też dwa specjalne odcinki poprzedzające serial. Istnieje także serial „Opowieści kucyków” z 1992 roku, filmy wydane w latach 2003–2007 i serial „My Little Pony: Przyjaźń to magia” emitowany od 2010.

## Fabuła
Serial opowiada o małych kucykach, które razem przeżywają fantastyczne przygody. Towarzyszą im smok Pikuś oraz trójka dzieci: Megan, Danny i Molly. Naszym bohaterom towarzyszy również pan Grzybulek i jego króliczy pomocnik Kicek.

## Postacie

### Kucyki, pegazy, jednorożce, zefirki
Pegazy są kucykami ze skrzydłami pozwalającymi im latać, jednorożce mają magiczne moce, zefirki są małymi pegazami ze skrzydłami wróżek i czułkami, a kucyki nie posiadają żadnych z wymienionych umiejętności.

#### Z 1984–1985
- Świetliczek (ang. Firefly) – pegaz koloru różowego. Jej grzywa i ogon są niebieskofioletowe, oczy fioletowe, a kokarda ciemnoróżowa. Jej znaczkiem są 2 niebieskofioletowe błyskawice. Grzywa i ogon są puszyste. Lubi latać szybko i wysoko. Zabawka ma niebieską grzywę i ogon.
- Składanka (ang. Medley) – pegaz koloru turkusowego. Jej grzywa i ogon są zielone, oczy niebieskie, a kokarda żółta. Jej znaczkiem są 3 zielone nuty. Grzywa i ogon są puszyste. Zazwyczaj jest bardzo spokojna.
- Zmierzch (ang. Twilight) – jednorożec koloru jasnoróżowego. Potrafi przenikać, gdy mocno się skoncentruje. Jej grzywa jest biało-fioletowa, ogon biały, oczy fioletowe, a kokarda niebieska. Jej znaczkiem jest 5 ciemnoróżowych gwiazd. Zabawka ma fioletowe gwiazdki jako znaczek.
- Muszka (ang. Bow Tie) – kucyk koloru niebieskiego. Jej grzywa i ogon są różowe, oczy fioletowe, a kokarda żółta. Jej znaczkiem jest 6 różowych kokardek. Ma dwie żółte kokardy zawiązane na grzywie. Ma też piegi na twarzy. Grzywa i ogon są puszyste. Jest trochę nieśmiała.
- Jabłuszko (ang. Applejack) – kucyk koloru pomarańczowego. Jej grzywa i ogon są żółte, oczy zielone, a kokarda niebieska. Jej znaczkiem jest 5 czerwonych jabłek. Lubi owoce. Grzywa ogon są puszyste.
- Blask (ang. Glory) – jednorożec koloru białego. Jej grzywa jest fioletowo-niebieska, ogon fioletowy, oczy niebieskie, a kokarda różowa. Jej znaczkiem jest spadająca gwiazda z dwoma fioletowymi ogonami. Grzywa i ogon są puszyste. Lubi skakać i jeździć na rolkach. Ma córkę, Mały Blask.
- Mały Blask (ang. Baby Glory) – jednorożec koloru białego. Jej grzywa jest fioletowo-niebieska, ogon fioletowy, oczy niebieskie, a kokarda różowa. Jej znaczkiem jest spadająca gwiazda z fioletowym ogonem. Grzywa i ogon są proste. Jest córką Blasku.
- Wata Cukrowa (ang. Cotton Candy) – kucyk koloru różowego. Jej grzywa i ogon są ciemnoróżowe, oczy fioletowe, a kokarda fioletowa. Jej znaczkiem jest 9 białych kropek. Grzywa i ogon są puszyste. Lubi słodycze. Ma córkę, Małą Watę Cukrową.
- Mała Wata Cukrowa (ang. Baby Cotton Candy) – kucyk koloru różowego. Jej grzywa i ogon są ciemno różowe, oczy fioletowe, a kokarda niebieska. Jej znaczkiem są 9 białych kropek. Grzywa i ogon są puszyste. Jest córką Waty Cukrowej.
- Luna (ang. Moondancer) – jednorożec koloru białego. Jej grzywa i ogon są czerwone (jako zabawka ma też fioletowy pasek), oczy fioletowe, a kokarda niebieska. Jej znaczkiem jest srebrny półksiężyc otoczony przez czerwone gwiazdy. Grzywa i ogon są puszyste. Ma córkę, Małą Lunę.
- Mała Luna (ang. Baby Moondancer) – jednorożec koloru białego. Jej grzywa jest różowo-niebieska, ogon różowy, oczy też, a kokarda niebieska. Jej znaczkiem jest różowy księżyc i 2 gwiazdki tego samego koloru. Grzywa i ogon są proste. Jest córką Luny.
- Bańka (ang. Bubbles) – kucyk koloru żółtego. Jej grzywa i ogon są niebieskie, oczy też, a kokarda ciemnozielona. Jej znaczkiem są 3 niebieskie i 2 zielone bańki. Między oczami ma łysinę. Grzywa i ogon są puszyste.
- Niedopałek (ang. Ember) – kucyk koloru fioletowego. Jej grzywa i ogon są różowe, oczy fioletowe, a kokarda niebieska. Jako jedyna nie ma znaczka. Grzywa i ogon są puszyste.
- Brylancik (ang. Sparkler) – jednorożec koloru srebrnego. Jej grzywa jest fioletowo-czerwona, ogon fioletowy, oczy też, a kokarda ciemnoróżowa. Jej znaczkiem są 4 niebieskie diamenty. Grzywa i ogon są kręcone. Lubi tańczyć. Zabawka jest błękitna.
- Lotka (ang. Skydancer) – pegaz koloru żółtego. Jej grzywa i ogon są czerwone, żółte, jasnozielone i niebieskie, oczy czerwone, a kokarda ciemnozielona. Jej znaczkiem są 4 zielone ptaki. Grzywa i ogon są proste. Lubi szybko latać. Zabawka ma ciemny róż zamiast czerwonego.
- Pył (ang. Powder) – jednorożec koloru fioletowego. Jej grzywa jest biało-czerwona, ogon biały, oczy różowe, a kokarda ciemnoróżowa. Jej znaczkiem są 4 jasnoróżowe śnieżynki. Grzywa i ogon są falowane.
- Gwiezdny Kwiat (ang. Starflower) – jednorożec koloru niebieskiego. Jej grzywa i ogon są pomarańczowe, różowe, błękitne i zielone, oczy zielone, a kokarda fioletowa. Jej znaczkiem są 4 różowe gwiazdki. Grzywa i ogon są proste.

#### Z 1986–1987
- Fizia (ang. Fizzy) – jednorożec koloru turkusowoniebieskiego, potrafi znikać, wywoływać bańki mydlane i zagotowywać różne rzeczy za pomocą rogu. Jej grzywa jest biała, różowa (różne odcienie) i niebieska, a kokarda na ogonie jasnoróżowa. Jej znaczkiem jest 5 koktajli. Jej oczy są błyszczące ciemnoróżowe, a ogon taki sam jak grzywa. Jej grzywa i ogon są kręcone. Jest roztrzepana i śmieszna. Zabawka jest turkusowa z ciemnozielonym zamiast niebieskiego i ma odwróconą kolejność kolorów w grzywie.
- Wstążka (ang. Ribbon) – jednorożec koloru niebieskiego. Potrafi przenikać i czytać w myślach. Jej grzywa jest żółto chartreuse-czerwona, a ogon żółty chartreuse. Znaczkiem Wstążki jest biała kokardka a jej kokarda na ogonie też jest biała. Jej oczy są zielone. Jej grzywa i ogon są proste. Często jest liderką grupy. Zabawka ma grzywę i ogon w kolorze chartreuse.
- Mała Wstążka (ang. Baby Ribbon) – jednorożec koloru niebieskiego. Potrafi czytać w myślach i przenikać, z czym sobie nie radzi. Jej grzywa jest żółto chartreuse-czerwona, ogon żółty chartreuse, a kokarda na ogonie biała. Jej znaczkiem jest biała kokarda, a oczy są zielone. Jest córką Wstążki. Tańczy w grupie tanecznej. Jej grzywa i ogon są proste. Zabawka ma grzywę i ogon w kolorze chartreuse.
- Perła (ang. Buttons) – jednorożec koloru różowego. Potrafi przesuwać przedmioty i przenikać. Jej grzywa jest niebiesko-czerwona, a kokarda na ogonie ciemnoróżowa. Jej znaczkiem jest 5 czerwonych guzików i 2 niebieskie gwiazdki. Oczy i ogon Perły są niebieskie. Jej grzywka i ogon są kręcone. Często ratuje inne kucyki z opresji. Zabawka nie ma gwiazdek w znaczku.
- Mała Perła (ang. Baby Buttons) – jednorożec koloru różowego. Potrafi przesuwać przedmioty i przenikać. Jej grzywa jest czerwono-niebieska, kokarda na ogonie ciemnoróżowa, znaczkiem są 3 czerwone guziki, a ogon i oczy są niebieskie. Grzywa i ogon są kręcone.
- Galaktyka (ang. Galaxy) – jednorożec koloru ciemnoróżowego. Potrafi znikać, wyczuwać niebezpieczeństwo i wytwarzać ciepło. Jej grzywka jest biała, różowa (różne odcienie) i czerwona, a kokarda na ogonie niebieska. Jej znaczkiem są czerwone gwiazdki w kształcie Wielkiej Niedźwiedzicy. Oczy Galaktyki są błyszczące ciemnoróżowe, a ogonek taki sam jak grzywka. Grzywa i ogon są kręcone. Bardzo inteligenta. Zabawka nie ma białego koloru w grzywie.
- Zefirek (ang. Gusty) – jednorożec koloru białego. Potrafi wywoływać wiatr i może przenikać. Jej grzywa jest turkusowozielono-różowa, a kokarda na ogonie jasnofioletowa. Jej znaczkiem jest 5 czerwonych listków. Ogon jest turkusowozielony. Jej oczy są zielone. Jest najodważniejsza z kucyków. Jej grzywa i ogon są proste. Zabawka ma czerwony w grzywie zamiast różowego i fioletowe liście jako znaczek.
- Mały Zefirek (odc. 10 i 11 Zefirek) (ang. Baby Gusty) – jednorożec koloru białego. Potrafi wywoływać wiatr i może przenikać. Jej grzywa jest turkusowozielono-różowa, a kokarda na ogonie fioletowa. Jej znaczkiem jest 5 czerwonych listków. Ogon jest turkusowozielony, a oczy fioletowe. Tańczy w grupie tanecznej. Jest córką Zefirka. Jej grzywa i ogon są proste. Zabawka ma czerwony w grzywie zamiast różowego i fioletowe liście jako znaczek.
- Mimi (ang. Mimic) – jednorożec koloru zielonego, potrafi przepowiadać przyszłość, świecić, czytać w myślach i latać na chmurce. Pojawiła się tylko w odcinku „Złote Podkowy”, cały jednak dotyczy jej. Jej grzywa jest czerwona, ciemnozielona, jasnozielona, różowa i żółta, a kokarda na ogonie też żółta. Jej znaczkiem jest różowa papuga. Ogon jest taki sam jak grzywa. Oczy Mimi są błyszczące żółte. Jej grzywa i ogon są proste. Miła i inteligentna. Zabawka nie ma żółtego w grzywie i ogonie i ma czerwoną papugę jako znaczek.
- Kluczynka (ang. Locket) – pegaz koloru różowego. Jej grzywa jest jasnoróżowa, biała, fioletowa i pomarańczowa, a kokarda na ogonie purpurowa. Jej znaczkiem są 3 klucze. Ogon jest taki sam jak grzywa. Oczy Kluczynki są błyszczące fioletowe. Jej grzywa i ogon są kręcone. Lata szybko i bardzo to lubi. Pojawiła się w „Podniebnym pałacu”, „Poszukiwaniach Pikusia”, „W poszukiwaniu księżniczek kucyków” i przez chwilę w odcinku „Somnambula”.
- Księżniczka (ang. Heart Throb) – pegaz koloru różowego. Grzywa Księżniczki jest czerwona, jej ogon jest taki jak grzywa natomiast oczy są niebieskie. Jej kokarda na ogonie jest błękitna. Jej znaczkiem są 3 serca. Jej grzywa i ogon są kręcone. Romantyczka, która uwielbia dbać o swój wygląd, ale jest też miła dla innych. Zabawka ma ciemnoróżowe włosy i skrzydlate serca jako znaczek.
- Mała Księżniczka (ang. Baby Heart Throb) – pegaz koloru różowego. Jej grzywa jest ciemnoróżowa, ogon jest taki sam, a oczy niebieskie. Kokarda na ogonie jest błękitna. Lubi śpiewać. Jej znaczkiem są 2 czerwone serca ze skrzydłami. Jest córką Księżniczki. Ma południowy akcent. Jej grzywa i ogon są kręcone. Zabawki są jasnoróżowe i (niektóre) mają serca bez skrzydeł.
- Niespodzianka (ang. Surprise) – pegaz koloru białego. Lubi robić niespodzianki, co bywa dla innych denerwujące. Jej grzywa jest zielona, a kokarda na ogonie fioletowa. Jej znaczkiem są 4 czerwone balony. Ogon jest taki sam jak grzywa. Jej oczy są fioletowe. Jej grzywa i ogon są kręcone. Bardzo zaskakująca.
- Promyczek (ang. Paradise) – pegaz koloru białego. Lubi czytać najbardziej legendy. Jej grzywa jest czerwona, a kokarda na ogonie zielona. Jej znaczkiem są 2 zielone palmy i żółty półksiężyc. Ogon jest taki sam jak grzywa. Jej oczy są zielone. Jej grzywa i ogon są kręcone. Mądra.
- Strzałka (ang. Wind Whistler) – pegaz koloru błękitnego. Jej grzywa jest różowa, a kokarda na ogonie biała. Jej znaczkiem są 2 niebieskie i 3 różowe gwizdki. Ogon jest taki sam jak grzywa. Oczy Strzałki są ciemnoróżowe. Grzywa i ogon są proste. Jest bardzo mądra i często dzięki temu wyciąga kucyki z opresji.
- Koral (ang. Whizzer) – pegaz koloru różowego. Lata szybko i wysoko. Jej grzywa jest czerwona, biała, niebieska i zielona, czasem też chartreuse, a kokarda na ogonie biała. Jej znaczkiem są 3 ciemno różowe klatki. Ogon jest taki sam jak grzywa. Oczy są błyszczące turkusowe. Jej grzywa i ogon są kręcone. Zabawka ma fioletowy w grzywie zamiast czerwonego.
- Płomyczek (ang. Twilight) – pegaz koloru fioletowego. Jej grzywa jest różowa, a kokarda na ogonie biała. Pojawia się tylko w odcinku „Podniebny pałac” i przez chwilę w odcinku „Sonnambula”. Jej znaczkiem jest świeca na żółtym podstawku. Ogon jest taki sam jak grzywa. Oczy są takie jak grzywa i ogon. Jej grzywa i ogon są kręcone.
- Tęcza (ang. Lofty) – pegaz koloru jasnożółtego, jej grzywa i ogon są żółte, oczy brązowe, a kokarda jest niebieska. Może wznieść się wyżej niż inne pegazy. Jej znaczkiem jest różowy balon na gorące powietrze i czerwone gwiazdki. Jej grzywa i ogon są kręcone. Strasznie niecierpliwa i krzykliwa.
- Mała Tęcza (odc. 1, 2, 4 i 5 Tęczólka) (ang. Baby Lofty) – pegaz koloru jasnożółtego. Trochę sepleni. Jej grzywa i ogon są żółte, oczy są fioletowe, kokarda na ogonie różowa, jej znaczkiem jest różowy balon na gorące powietrze i czerwone gwiazdki. Nie potrafi jeszcze dobrze latać. Jest córką Tęczy. Tańczy w grupie tanecznej. Jej grzywa i ogon są kręcone.
- Maskotka (odc. 10 i 11 Maskarada) (ang. Masquerade) – pegaz koloru ciemnożółtego. Jest mistrzem kamuflażu. Jej grzywka jest turkusowozielona, niebieska, zielona i brązowa a kokarda na ogonie różowa. Jej znaczkiem jest 1 różowa i 2 niebieskie maski. Ogon jest taki sam jak grzywa. Jej oczy są błyszczące zielone. Jej grzywa i ogon są proste. Zabawka nie ma brązowego w grzywie i ma morski zamiast niebieskiego.
- Gwiazda (odc. pilotowy Luna) (ang. North Star) – pegaz koloru różowego. Jej grzywa jest fioletowa, a kokarda na ogonie niebieska. Jej znaczkiem jest róża kierunków i niebieska gwiazda. Mówi z brytyjskim akcentem. Ogon jest taki sam jak grzywa. Oczy Gwiazdy są niebieskie. Jej grzywa i ogon są proste. Dosyć niecierpliwa.
- Kropelka (ang. Lickety-Split) – kucyk koloru jasnofioletowego. Lubi lody. Jej grzywa jest jasnoróżowa, kokarda na ogonie biała, a jej znaczkiem jest 5 czekoladowych lodów. Oczy Kropelki są fioletowe. Ogon Kropelki jest taki sam jak grzywa. Grzywa i ogon są kręcone. Czasami nie potrafi docenić innych. W „Ucieczce od Katriny” ma proste, różowe włosy i białe lody jako znaczek.
- Mała Kropelka (odc. pilotowy, 1 i 2 Kropelka, odc. 4 i 5 Kroplunia) (ang. Baby Lickety Split) – kucyk koloru jasnofioletowego. Jej grzywa jest jasnoróżowa, kokarda na ogonie biała, a znaczkiem są 3 waniliowe lody. Oczy są niebieskie. Ogon jest taki sam jak grzywa. Tańczy w grupie tanecznej. Jest córką Kropelki. Jej grzywa i ogon są kręcone.
- Różdżka (ang. Magic Star) – kucyk koloru żółtego. Jej grzywa jest zielona, a kokarda na ogonie czerwona. Jej znaczkiem jest różdżka. Jej oczy są fioletowe, a ogon zielony. Jej grzywa i ogon są proste. Ma kolekcje dziwacznych okazów.
- Lukrecja (ang. Cupcake) – kucyk koloru białego. Jej grzywa jest turkusowa, a kokarda na ogonie różowa. Jej znaczkiem jest 5 babeczek. Ogon Lukrecji jest taki sam jak grzywa, a oczy mają taką samą barwę jak kokarda. Jej grzywa i ogon są kręcone. Lubi piec i gotować.
- Klejnocik (odc. 3a Słodki Klejnocik) (ang. Cherries Jubilee) – kucyk koloru jasnopomarańczowego. Jej grzywa jest pomarańczowa, a kokarda na ogonie zielona. Jej znaczkiem jest 5 pomarańczowych wisienek. Jej oczy są zielone, a ogon jest taki jak grzywa. Lubi wisienki. Jej grzywa i ogon są kręcone. Trenuje gimnastykę i lubi przebywać w sadach.
- Pierniczek (ang. Gingerbread) – kucyk koloru białego. Jej grzywa jest niebieska, czarna, fioletowa i różowa, a kokarda na ogonie purpurowa. Jej znaczkiem jest 5 niebieskich pierników. Ogon jest taki sam jak grzywa. Jej oczy są błyszczące granatowe. Jej grzywa i ogon są proste. Lubi piec i jeść pierniki. Zabawka nie ma czarnego w grzywie i ogonie.
- Cuksik (ang. Sweet Stuff) – kucyk koloru biało niebieskiego. Jej grzywa jest fioletowa, różowa (różne odcienie), czerwona i biała, a kokarda na ogonie żółta. Jej znaczkiem są 3 fioletowe i 3 różowe babeczki. Ogon jest taki sam jak grzywa. Oczy są błyszczące fioletowe. Jest trochę nieśmiała. Jej grzywa i ogon są kręcone. Zabawka nie ma czerwonego w grzywie i ogonie.
- Beza (ang. Posey) – kucyk koloru żółtego. Lubi rośliny. Jej grzywa jest różowa, a kokarda na ogonie zielona. Jej znaczkiem jest 5 różowych tulipanów. Ogon jest taki sam jak grzywa. Jej oczy są zielone. Jej grzywa i ogon są proste.
- Irysek (ang. Shady) – kucyk koloru różowego. Jej grzywa jest w żółta chartreuse, a kokarda na ogonie niebieska. Jej znaczkiem jest 5 białych okularów. Ogon jest taki sam jak grzywa. Oczy są jasnozielone. Jej grzywa i ogon są kręcone. Ona i niektóre kucyki uważają, że przynosi pecha, co jest nieprawdą. Zabawka jest ciemnoróżowa z jasnozieloną grzywą.
- Mały Irysek (ang. Baby Shady) – kucyk koloru czerwonego. Jej grzywa jest żółta chartreuse, a kokarda na ogonie niebieska. Jej znaczkiem jest 5 białych okularów. Ogon jest taki sam jak grzywa. Oczy są jasnozielone. Jest córką Iryska. Tańczy w grupie tanecznej. Grzywa i ogon są kręcone. Zabawka jest ciemnoróżowa z jasnozieloną grzywą.
- Trula (ang. Truly) – kucyk koloru białego. Jej grzywa jest ciemnoróżowa, a kokarda na ogonie turkusowa. Jej znaczkiem jest zielony gołąb i czerwone serca. Mówi z południowym akcentem. Jej ogon jest taki sam jak grzywa. Oczy Truli są zielone. Jej grzywa i ogon są kręcone. Czasami jest zbyt niecierpliwa.
- Pół Nutka (odc. 4 i 5 Nuteczka) (ang. Baby Half Note) – kucyk koloru różowego. Jej grzywa jest turkusowa, a kokarda na ogonie biała. Jej znaczkiem są baletki. Ogon jest taki sam jak grzywa, a oczy turkusowe. Lubi tańczyć. Pół Nutka nie ma mamy. Jej grzywka i ogon są proste.
- Przytulanka (ang. Baby Cuddles) – kucyk koloru błękitnego. Jej grzywa jest ciemnoróżowa, a kokarda na ogonie różowa. Jej znaczkiem jest różowa grzechotka. Ogon jest taki sam jak grzywa, oczy są zielone. Nie ma mamy. Jej grzywka i ogon są proste.
- Mała Tidli (ang. Baby Tiddly Winks) – kucyk koloru różowego. Jej grzywa jest jasnoróżowa, a kokarda na ogonie żółta. Jej znaczkiem jest biała falbanka. Ogon jest taki sam jak grzywa. Jej oczy są niebieskie. Nie ma mamy. Jej grzywka i ogon są proste. Lubi psy.
- Słoneczko (ang. Sundance) – kucyk koloru białego, który nie mówi. Jej grzywa i ogon są czerwone, oczy niebieskie, a kokarda na ogonie niebieska. Jej znaczkiem jest okrągły wzór czerwonych serc i czerwonych kropek. Jej grzywa i ogon są kręcone. Zabawka ma różową grzywę i ogon i różowy wzór.
- Małe Słoneczko (odc. 1 i 2 Słoneczko) (ang. Baby Sundance) – kucyk koloru białego. Jej grzywa i ogon są różowe, kokarda na ogonie jasnoróżowa, oczy niebieskie, a znaczkiem jest okrągły wzór różowych serc i różowych kropek. Odważniejsza niż inne maluchy. Jest córką Słoneczka. Tańczy w grupie tanecznej. Jej grzywa i ogon są kręcone
- Misio (ang. Baby Sleepy Pie) – kucyk koloru białego, który nie mówi. Jej grzywa i ogon są niebieskie, oczy też, a kokarda na ogonie różowa. Pojawiła się tylko w odcinku „Sonnambula” i przez chwilę w odcinku „Brr, jak zimno”. Jej znaczkiem jest brązowy pluszowy miś. Nie ma mamy. Jej grzywa i ogon są kręcone. Zabawka ma różowego misia jako symbol.
- Kulka Lodów (ang. Scoops) – kucyk koloru białego. Jej grzywa i ogon są fioletowe, a kokarda na ogonie różowa. Jej znaczkiem są 3 desery lodowe. Jej oczy są różowe. Pojawiła się w odcinku „Lodowa bitwa”, gdzie sprzedawała lody. Grzywa i ogon są proste.
- Mleczka (ang. Baby Milkweed) – malutki kucyk koloru żółtego. Jej grzywa i ogon są różowe. Ma kitkę zrobioną na grzywie związaną fioletową kokardą. Jej znaczkiem jest różowy koń na biegunach z niebieskimi włosami. Ma fioletowe oczy. Nie umie mówić bo jest malutka. Jej grzywa i ogon są proste.
- Tulipanka (ang. Baby Tumbleweed) – malutki kucyk koloru żółtego. Jej grzywa i ogon są różowe. Ma kitkę zrobioną na grzywie związaną fioletową kokardą. Jej znaczkiem jest różowy koń na biegunach z niebieskimi włosami. Ma fioletowe oczy. Nie umie mówić bo jest malutka. Jej grzywa i ogon są proste.
- Sisi (ang. Baby Sniffles) – malutki kucyk koloru jasnofioletowego. Jej grzywa i ogon są jasnoróżowe. Ma kitkę zrobioną na grzywie związaną ciemnoróżową kokardą. Jej znaczkiem są jasnoróżowe rękawiczki. Ma fioletowe oczy. Nie umie mówić bo jest malutka. Jej grzywa i ogon są proste.
- Surfinia (ang. Baby Snookums) – malutki kucyk koloru jasnoróżowego. Jej grzywa i ogon są jasnofioletowe. Ma kitkę zrobioną na grzywie związaną ciemnoróżową kokardą. Jej znaczkiem są jasnofioletowe rękawiczki. Ma fioletowe oczy. Nie umie mówić bo jest malutka. Jej grzywa i ogon są proste.
- Mała Tiktakto (ang. Baby Tic Tac Toe) – mały kucyk koloru żółtego. Jej grzywa i ogon są czerwone, różowe, jasnozielone i ciemnozielone. Jej znaczkiem jest kratka. Ma jeden ząb, niebieskie oczy i białą kokardę na ogonie. Jej grzywa i ogon są proste. Zabawka ma morski zamiast zielonego w grzywie i ogonie. Ma mamę, która wygląda tak jak ona tylko jest większa i ma błyszczące oczy.
- Mała Kwaczka (ang.  Baby Quackers) – mały kucyk koloru białego. Jej grzywa i ogon są czerwone, żółte, zielone i niebieskie. Jej znaczkiem jest żółta kaczka z czerwoną parasolką. Ma jeden ząb, fioletowe oczy i czerwoną kokardę na ogonie. Grzywa i gon są kręcone. Od czasu do czasu rzeczywiście wydaje kwaknięcia. Ma mamę, która wygląda tak jak ona tylko jest większa i ma błyszczące oczy.
- Mała Lili (ang. Baby Bouncy) – mały pegaz koloru żółtego. Jej grzywa i ogon są granatowe. Jej znaczkiem jest piłka. Ma turkusowe oczy, jeden ząb i różową kokardę na ogonie. Jej grzywa i ogon są kręcone. Ma mamę, która wygląda tak jak ona tylko jest większa.
- Północna Gwiazdka (ang. Baby North Star) – mały pegaz koloru różowego. Jej grzywa i ogon są jasnofioletowe. Jej znaczkiem jest róża kierunków i niebieska gwiazdka. Ma jeden ząb, brązowe oczy i niebieską kokardę na ogonie. Jej grzywa i ogon są proste. Możliwe, że jest córką Gwiazdy.
- Kropeleczka (ang. Baby Lickety Split) – mały kucyk koloru fioletowego. Jej grzywa i ogon są jasnofioletowe. Jej znaczkiem są 3 waniliowe lody i numerki. Ma jeden ząb, fioletowe oczy i białą kokardę na ogonie. Jej grzywa i ogon są kręcone.
- Mała Fifi (ang. Baby Fifi) – mały kucyk koloru granatowego. Jej grzywa jest biała i różowa, a ogon biały. Jej znaczkiem są 3 różowe pudelki. Ma jeden ząb, niebieskie oczy i ciemnoróżową kokardę na ogonie. Jej grzywa i ogon są proste. Mówi z francuskim akcentem. Ma mamę, która wygląda tak jak ona tylko jest większa i jest jednorożcem.

#### Z 1992
Postacie z Opowieści kucyków

#### Z 2003–2007
- Miętka (ang. Minty) – kucyk koloru błękitnego. Jej grzywa i ogon są różowe, oczy też. Jej znaczkiem są 3 miętówki w kolorach: różowy, niebieski i biały. Grzywa i ogon są proste. Jest trochę niezdarna.
- Niespodzianka (ang. Razzaroo) – kucyk koloru fioletowego. Jej grzywa i ogon są niebieskie, fioletowe i białe, a oczy niebieskie. Jej znaczkiem jest prezent. Grzywa i ogon są proste. Ma książkę ze zdjęciami z urodzin wszystkich kucyków.
- Brokat Poślizgu (ang. Glitter Glide) – kucyk koloru ciemnoróżowego. Jej grzywa i ogon są różowe, niebieskie i białe, a oczy niebieskie. Jej znaczkiem są 2 łyżwy z różową wstążką. Grzywa i ogon są proste.
- Poziomka (ang. Sweetberry) – kucyk koloru ciemnoróżowego. Jej grzywa i ogon są niebieskie i fioletowe, a oczy niebieskie. Jej znaczkiem są truskawki i biały kwiatek. Grzywa i ogon są proste. Lubi słodycze.
- Lilijka (ang. Wysteria) – kucyk koloru fioletowego. Jej grzywa i ogon są fioletowe, białe i różowe, a oczy niebieskie. Jej znaczkiem są kwiaty glicynii. Grzywa i ogon są proste. Jest nieśmiała, ale umie znaleźć wyjście z każdej sytuacji.
- Promyczek (ang. Sunny Daze) – kucyk koloru białego. Jej grzywa i ogon są fioletowe, żółte, pomarańczowe i różowe, a oczy fioletowe. Jej znaczkiem jest słońce. Grzywa i ogon są proste. Lubi jasne rzeczy.
- Różyczka (ang. Pinkie Pie) – kucyk koloru różowego. Jej grzywa i ogon są jasnoróżowe, a oczy niebieskie. Jej znaczkiem są 2 niebieskie i 1 żółty balon. Grzywa i ogon są proste. Lubi różowe rzeczy i przyjęcia urodzinowe.
- Cukiereczek (ang. Cotton Candy) – kucyk koloru ciemnoróżowego. Jej grzywa i ogon są różowe, białe i niebieskie, a oczy niebieskie. Jej znaczkiem jest wata cukrowa na zielonym patyku. Grzywa i ogon są proste. Prowadzi kawiarnie.
- Iskierka (ang. Sparkleworks) – kucyk koloru pomarańczowego. Jej grzywa i ogon są ciemnoróżowe, a oczy niebieskie. Jej znaczkiem są fajerwerki. Grzywa i ogon są proste.
- Tęcza (ang. Rainbow Dash) – kucyk koloru błękitnego. Jej grzywa jest różowa, pomarańczowa, żółta, zielona, ogon niebieski, fioletowy i różowy, a oczy różowe. Jej znaczkiem jest tęcza. Grzywa i ogon są proste. Lubi kolorowe rzeczy.
- Kimono (ang. Kimono) – kucyk koloru ciemnoróżowego. Jej grzywa i ogon są granatowe, oczy też. Jej znaczkiem są dwie, żółte, japońskie lampy. Grzywa i ogon są proste. Jest najmądrzejsza z kucyków.
- Marzycielka (ang. Skywishes) – kucyk koloru różowego. Jej grzywa jest ciemnoróżowa i fioletowa, a oczy zielone. Jej znaczkiem jest zielony latawiec i pomarańczowy motyl. Grzywa i ogon są proste. Trochę roztargniona.
- Fryga (ang. Twinkle Twirl) – kucyk koloru fioletowego. Jej grzywa i ogon są jasnoróżowe, pomarańczowe i ciemnoróżowe, a oczy niebieskie. Jej znaczkiem jest biała gwiazda. Grzywa i ogon są proste. Lubi tańczyć.
- Jabłkowa Przyprawa (ang. Apple Spice) – kucyk koloru żółtego. Jej grzywa jest jasnofioletowa i różowa, ogon różowy, a oczy jasnofioletowe. Jej znaczkiem jest różowe jabłko i 2 fioletowe kwiatki. Grzywa i ogon są proste.
- Łakotka (ang. Triple Treat) – kucyk koloru jasnofioletowego. Jej grzywa i ogon są jasnoróżowe, żółte i ciemnoróżowe, a oczy niebieskie. Jej znaczkiem jest lód w różku, lizak i ciastko. Grzywa i ogon są proste. Lubi piec ciasta.
- Gwiazdeczka (ang. Star Catcher) – pegaz koloru białego. Jej grzywa i ogon są niebieskie, różowe i białe, a oczy niebieskie. Jej znaczkiem jest różowe serce. Grzywa i ogon są proste. Wydaje się być liderką pegazów.
- Honolulu (ang. Baby Honolu-loo) – pegaz koloru srebrnego. Jej grzywa i ogon są różowe, pomarańczowe i żółte, a oczy zielone. Jej znaczkiem jest różowy motyl. Grzywa i ogon są proste. Mówi z hawajskim akcentem i ma problemy z lataniem.
- Świstak (ang. Thistle Whistle) – pegaz koloru niebieskiego. Jej grzywa jest żółto-różowa, ogon różowy, a oczy zielone. Jej znaczkiem są fioletowe kwiaty. Grzywa i ogon są proste. Ciągle gwiżdże.
- Chmurka (ang. Cloud Climber) – pegaz koloru srebrnego. Jej grzywa i ogon są fioletowe, a oczy granatowe. Jej znaczkiem jest różowy motyl. Grzywa i ogon są proste.
- Wyspa Rozkoszy (ang. Island Delight) – pegaz koloru fioletowego. Jej grzywa i ogon są niebieskie, oczy też. Jej znaczkiem jest niebieska muszelka z sercem. Grzywa i ogon są proste.
- Kokosowy Gaj (ang. Coconut Grove) – pegaz koloru różowego. Jej grzywa jest fioletowo-zielona, ogon fioletowy, a oczy zielone. Jej znaczkiem jest kokos podzielony na pół, zielony księżyc i 2 fioletowe kwiatki. Grzywa i ogon są proste.
- Bańkowy Balon (ang. Bubble Balloon) – pegaz koloru żółtego. Jej grzywa i ogon są fioletowo-niebieskie, a oczy fioletowe. Jej znaczkiem są bańki. Grzywa i ogon są proste.
- Miarka Uśmiechu (ang. Scoop Smile) – pegaz koloru srebrnego. Jej grzywa i ogon są granatowe, a oczy żółte. Jej znaczkiem jest żółta, uśmiechnięta chmura. Grzywa i ogon są proste.
- Połysk Lutni (ang. Lyra Shine) – pegaz koloru różowego. Jej grzywa i ogon są niebieskie, oczy też. Jej znaczkiem jest niebieski ptak. Grzywa i ogon są proste.
- Chlup Chlup (ang. Splish Splash) – pegaz koloru fioletowego. Jej grzywa i ogon są niebiesko-zielone, a oczy fioletowe. Jej znaczkiem jest żółta muszelka. Grzywa i ogon są proste.
- Plusk i W Dół (ang. Splash and Down) – pegaz koloru srebrnego. Jej grzywa jest turkusowa, ogon turkusowo-niebieski, a oczy fioletowe. Jej znaczkiem jest turkusowa muszla. Grzywa i ogon są proste.
- Przejdź i Wzdłuż (ang. Skip and Along) – pegaz koloru żółtego. Jej grzywa jest zielono-niebieska, ogon niebieski, a oczy zielone. Jej znaczkiem jest biały motyl. Grzywa i ogon są proste.
- Forsycja (ang. Forsythia) – kucyk koloru czerwonego. Jej grzywa i ogon są żółte, a oczy niebieskie. Jej znaczkiem są kwiaty forsycji. Grzywa i ogon są proste.
- Astra (ang. Daisyjo) – kucyk koloru fioletowego. Jej grzywa i ogon są żółte, a oczy zielone. Jej znaczkiem są astry. Grzywa i ogon są proste.
- Błyskotka (ang. Gem Blossom) – kucyk koloru żółtego. Jej grzywa i ogon są pomarańczowe, ciemnożółte i różowe, a oczy fioletowe. Jej znaczkiem są różowe kwiaty. Grzywa i ogon są proste.
- Flecik (ang. Piccolo) – kucyk koloru niebieskiego. Jej grzywa i ogon są różowe, a oczy niebieskie. Jej znaczkiem jest bębenek, flet i klucz wiolinowy. Grzywa i ogon są proste.
- Tańczący Żonkil (ang. Dancing Daffodil) – zefirek koloru żółtego. Jej grzywa jest pomarańczowo-ciemnoróżowa, ogon ciemnoróżowy, czułki białe, a oczy zielone. Jej znaczkiem jest pomarańczowy i fioletowy kwiat. Grzywa i ogon są proste.
- Skrawek Przystawki (ang. Snippity Snap) – zefirek koloru różowego. Jej grzywa jest ciemnoróżowo-pomarańczowa, ogon ciemno różowy, czułki żółte, a oczy zielone. Jej znaczkiem jest pomarańczowy motyl. Grzywa i ogon są proste.
- Pomarańczowy Kwiat (ang. Orange Flower) – zefirek koloru pomarańczowego. Jej grzywa jest ciemnopomarańczowo-fioletowa, ogon ciemnopomarańczowy, czułki żółte, a oczy zielone. Jej znaczkiem jest ciemnopomarańczowy bratek. Grzywa i ogon są proste.
- Żywa Cynia (ang. Zippy Zinnia) – zefirek koloru białego. Jej grzywa jest różowo-zielona, ogon różowy, czułki zielone, a oczy niebieski. Jej znaczkiem jest różowy kwiatek. Grzywa i ogon są proste.
- Ulubiony Kwiat Dnia (ang. Darling Dayflower) – zefirek koloru niebieskiego. Jej grzywa jest różowo-biała, ogon różowy, czułki białe, a oczy zielone. Jej znaczkiem są białe kwiaty dzwonki. Grzywa i ogon są proste.
- Fioletowa Petunia (ang. Purple Petunia) – zefirek koloru purpurowego. Jej grzywa jest różowa i fioletowa, ogon różowy, czułki żółte, a oczy zielone. Jej znaczkiem jest petunia. Grzywa i ogon są proste.
- Zizi (ang. Zipzee) – zefirek koloru żółtego. Jej grzywa jest pomarańczowo-ciemnożółta, ogon pomarańczowy, oczy niebieskie, a czułki żółte. Jej znaczkiem jest pomarańczowy i biały kwiatek. Grzywa i ogon są proste. Jest uczulona na kwiaty (bardzo ironicznie, ponieważ zefirki mieszkają w kwiatach).
- Pchełka (ang. Tiddly Wink) – zefirek koloru jasnofioletowego. Jej grzywa, ogon i oczy są fioletowe, a czułki jasnofioletowe, jej znaczkiem jest różowy kwiat. Grzywa i ogon są falowane.
- Melodyjka (ang. Tra-La-La) – zefirek koloru jasnoróżowego. Jej grzywa ogon i czułki są jasnoróżowe, a oczy niebieskie. Jej znaczkiem jest różowy kwiat. Grzywa i ogon są proste.
- Wierzba Wili (ang. Willow Wisp) – zefirek koloru pomarańczowego. Jej grzywa jest ciemnopomarańczowo-różowa, ogon różowy, czułki białe, a oczy zielone. Jej znaczkiem jest różowy tulipan. Grzywa i ogon są proste.
- Lilia Dnia (ang. Day Lily) – zefirek koloru białego. Jej grzywa i ogon są fioletowo-różowe, czułki niebieskie, a oczy zielone. Jej znaczkiem jest różowa lilia. Grzywa i ogon są proste.
- Buczenie Spadzi (ang. Honeydew Hum) – zefirek koloru różowego. Jej grzywa jest niebiesko-fioletowa, ogon fioletowy, czułki niebieskie, a oczy zielone. Jej znaczkiem jest fioletowy kwiat. Grzywa i ogon są proste.
- Trzewik (ang. Lady Slipper) – zefirek koloru jasnofioletowego. Jej grzywa jest różowo-granatowa, ogon granatowy, czułki białe, a oczy zielone. Jej znaczkiem jest różowy kwiat. Grzywa i ogon są proste.
- Kwitnąca Azalia (ang. Azalea Bloom) – zefirek koloru turkusowego. Jej grzywa jest fioletowo-niebieska, ogon niebieski, czułki fioletowe, a oczy niebieskie. Jej znaczkiem jest azalia. Grzywa i ogon są proste.
- Księżyc Z Łąki (ang. Meadow Moon) – zefirek koloru jasnofioletowego. Jej grzywa jest fioletowo-granatowa, ogon granatowy, czułki białe, a oczy zielone. Jej znaczkiem jest różowy tulipan. Grzywa i ogon są proste.
- Tulipan (ang. Tumbletop) – zefirek koloru jasnoróżowego. Jej grzywa jest ciemnoróżowa i biała, ogon ciemnoróżowy, czułki też, a oczy niebieskie. Jej znaczkiem są różowe kwiaty. Grzywa i ogon są proste.
- Puszek (ang. Fluffaluff) – zefirek koloru białego. Jej grzywa i ogon są różowe, czułki żółte, a oczy niebieskie. Jej znaczkiem jest różowy kwiat. Grzywa i ogon są proste.
- Sila Lila (ang. Silly Lilly) – zefirek koloru żółtego. Jej grzywa jest fioletowo-pomarańczowa, ogon fioletowy, czułki białe, a oczy niebieskie. Jej znaczkiem jest różowy kwiat. Grzywa i ogon są proste.
- Ogrodowa Róża (ang. Rose Garden) – zefirek koloru jasnoróżowego. Jej grzywa jest czerwono-biała, ogon czerwony, czułki fioletowe, a oczy zielone. Jej znaczkiem jest różowy kwiaty. Grzywa i ogon są proste.
- Drobiazgowy Dryg (ang. Knick-Knack) – zefirek koloru jasnofioletowego. Jej grzywa jest jasnoróżowo-ciemnoróżowa, ogon jasnoróżowy, czułki różowe, a oczy niebieskie. Jej znaczkiem jest różowy kwiat. Grzywa i ogon są proste.
- Różowe Płatki (ang. Pink Petals) – zefirek koloru różowego. Jej grzywa jest ciemnoróżowa i żółta, ogon ciemnoróżowy, czułki żółte, a oczy fioletowe. Jej znaczkiem są pomarańczowe płatki. Grzywa i gon są proste.
- Latający Połysk (ang. Flights-A-Shine) – zefirek koloru jasnozielonego. Jej grzywa i ogon są turkusowe, czułki jasnozielone, a oczy niebieskie. Jej znaczkiem jest czerwony kwiat. Grzywa i ogon są proste.
- Różowy Aksamit (ang. Pink Velvet) – zefirek koloru jasnoróżowego. Jej grzywa jest granatowa i fioletowa, ogon fioletowy, czułki jasnoróżowe, a oczy niebieskie. Jej znaczkiem jest zielone drzewo. Grzywa i ogon są proste.
- Błysk (ang. Twinkle) – zefirek koloru jasnoniebieskiego. Jej grzywa i ogon są czerwone, czułki jasnoniebieskie, a oczy niebieskie. Jej znaczkiem jest czerwony kwiat. Grzywa i ogon są proste.
- Północ (ang. Midnight) – zefirek koloru różowego. Jej grzywa i ogon są niebieskie, czułki różowe, a oczy fioletowe. Jej znaczkiem jest pomarańczowy kwiat. Grzywa i ogon są proste.
- Niska Stokrotka (ang. Daisylow) – zefirek koloru fioletowego. Jej grzywa i ogon są żółte, czułki fioletowe, a oczy niebieskie. Jej znaczkiem są pomarańczowe kwiaty. Grzywa i ogon są proste.
- Lekki Lot (ang. Flights Flightly) – zefirek koloru jasnopomarańczowego. Jej grzywa jest pomarańczowa i niebieska, ogon pomarańczowy, czułki jasnopomarańczowe, a oczy niebieskie. Jej znaczkiem jest fioletowy kwiat. Grzywa i ogon są proste.
- Wielki Połysk (ang. Shine-a-Lot) – zefirek koloru turkusowego. Jej grzywa jest pomarańczowo-fioletowa, ogon fioletowy, czułki turkusowe, a oczy fioletowe. Jej znaczkiem jest fioletowy kwiat. Grzywa i ogon są proste.
- Aloes (ang. Aloes) – zefirek koloru niebieskiego. Jej grzywa jest zielona i pomarańczowa, ogon zielony, czułki niebieskie, a oczy niebieskie. Jej znaczkiem jest pomarańczowy kwiat. Grzywa i ogon są proste.
- Księżycka (ang. Moondancer) – kucyk koloru błękitnego. Jej grzywa i ogon są żółte, a oczy zielone. Jej znaczkiem jest półksiężyc na granatowym tle. Grzywa i ogon są proste.
- Słodki Trzmiel (ang. Bumblesweet) – kucyk koloru jasnopomarańczowego. Jej grzywa i ogon są pomarańczowe, a oczy zielone. Jej znaczkiem są trzmiele. Grzywa i ogon są proste.
- Skuterowa Ikona (ang. Scooter Sprite) – kucyk koloru ciemnoróżowego. Jej grzywa i ogon są niebieskie i zielone, a oczy niebieskie. Jej znaczkiem jest niebieski skuter. Grzywa i ogon są proste. Lubi jeździć na rolkach.
- Jabłuszko (ang. Applejack) – kucyk koloru ciemnopomarańczowego. Jej grzywa i ogon są żółto-zielone, a oczy zielone. Jej znaczkiem jest jabłko w diamencie. Grzywa i ogon są proste.
- Kwiatuszek (ang. Desert Rose) – kucyk koloru białego. Jej grzywa i ogon są jasnoróżowe i różowe, a oczy zielone. Jej znaczkiem jest różowa róża. Grzywa i ogon są proste.
- Muszka (ang. Bowtie) – kucyk koloru białego. Jej grzywa i ogon są czerwone, fioletowe i niebieskie, a oczy fioletowe. Jej znaczkiem są niebieskie, fioletowe i czerwone kokardki. Grzywa i ogon są proste. Lubi tańczyć, ale jest niezdarna.
- Gwiazdka (ang. Starbeam) – kucyk koloru niebieskiego. Jej grzywa i ogon są białe, a oczy zielone. Jej znaczkiem są żółte gwiazdy. Grzywa i ogon są proste.
- Kokardka (ang. Daffidazey) – kucyk koloru białego. Jej grzywa i ogon są żółte, pomarańczowe, czerwone, niebieskie i fioletowe, a oczy niebieskie. Jej znaczkiem jest różowy kwiat. Grzywa i ogon są proste. Lubi układać fryzury i ma lekką obsesję na punkcie czystości.
- Kokosanka (ang. Coconut Cream) – kucyk koloru turkusowego. Jej grzywa i ogon są różowe, zielone i żółte, a oczy zielone. Jej znaczkiem jest żółty placek. Grzywa i ogon są proste. Zabawka jest biała.
- Morski Spray (ang. Seaspray) – kucyk koloru niebieskiego. Jej grzywa i ogon są żółte, błękitne, granatowe i fioletowe, a oczy niebieskie. Jej znaczkiem jest żółta gwiazda. Grzywa i ogon są proste.
- Pętla De-La (ang. Loop-De-La) – kucyk koloru jasnozielonego. Jej grzywa i ogon są fioletowo-różowe, a oczy niebieskie. Jej znaczkiem są różowe baletki. Grzywa i ogon są proste.
- Ciasto Brzoskwiniowe (ang. Peachy Pie) – kucyk koloru jasnopomarańczowego. Jej grzywa i ogon są pomarańczowo-brzoskwiniowe, a oczy zielone. Jej znaczkiem jest brzoskwinia. Grzywa i ogon są proste.
- Walentynka (ang. Valenshy) – kucyk koloru ciemnoróżowego. Jej grzywa i ogon są różowe,białe i czerwone, a oczy niebieskie. Jej znaczkiem jest czerwone serce. Grzywa i ogon są proste.
- Gazowany Napój (ang. Fizzy Pop) – kucyk koloru fioletowego. Jej grzywa i ogon są różowe, a oczy niebieskie. Jej znaczkiem jest koktajl i 2 pomarańczowe serca. Grzywa i ogon są proste.
- Błyskotka (ang. Brights Brightly) – jednorożec koloru żółtego. Jej grzywa i ogon są pomarańczowo-różowe, a oczy niebieskie. Jej znaczkiem jest zachodzące słońce. Grzywa i ogon są proste.
- Lekka Lilia (ang. Lily Lightly) – jednorożec koloru fioletowego. Jej grzywa jest fioletowo-różowa, ogon niebiesko-różowy a oczy fioletowe. Jej znaczkiem jest różowa lilia. Grzywa i ogon są proste. Jej róg świeci w zależności od nastroju.
- Harmonijka (ang. Whistle Wishes) – jednorożec koloru niebieskiego. Jej grzywa i ogon są żółte, zielone i różowe, a oczy zielone. Jej znaczkiem jest gwiazda i chmurka. Grzywa i ogon są proste.
- Bajeczka (ang. Rarity) – jednorożec koloru jasnoróżowego. Jej grzywa jest różowa, pomarańczowa i żółta, ogon zielony, niebieski i fioletowy, a oczy niebieskie. Jej znaczkiem jest różowe serce i tęcza. Grzywa i ogon są proste.
- Latające Życzenie (ang. Fly Wishes) – jednorożec koloru pomarańczowego. Jej grzywa i ogon są zielone, a oczy niebieskie. Jej znaczkiem jest biedronka. Grzywa i ogon są proste.
- Latające Jabłko (ang. Apple Flitter) – jednorożec koloru niebieskiego. Jej grzywa i ogon są pomarańczowe, a oczy zielone. Jej znaczkiem jest jabłko. Grzywa i ogon są proste.
- Śmieszka (ang. Cheerily) – jednorożec koloru fioletowego. Jej grzywa i ogon są różowe, a oczy zielone. Jej znaczkiem są różowe kwiaty. Grzywa i ogon są proste.
- Uczucie Lotu (ang. Feeling Flitter) – jednorożec koloru jasnozielonego. Jej grzywa i ogon są żółto-fioletowe, a oczy niebieskie. Jej znaczkiem jest niebieska, uśmiechnięta chmura. Grzywa i ogon są proste.
- Narastający Połysk (ang. Rise-a-Shine) – jednorożec koloru żółtego. Jej grzywa i ogon są fioletowo-różowe, a oczy niebieskie. Jej znaczkiem jest niebieski księżyc i różowe gwiazdki. Grzywa i ogon są proste.
- Linia Trzepotania (ang. Flutter Line) – jednorożec koloru żółtego. Jej grzywa i ogon są niebieskie i zielone, a oczy fioletowe. Jej znaczkiem jest pomarańczowy motyl. Grzywa i ogon są proste.
- Połysk Piękności (ang. Shine-a-Belle) – jednorożec koloru różowego. Jej grzywa i ogon są fioletowe i zielone, a oczy niebieskie. Jej znaczkiem jest pomarańczowy kwiat. Grzywa i ogon są proste.
- Nocny Połysk (ang. Night Shine) – jednorożec koloru pomarańczowego. Jej grzywa i ogon są niebieskie i fioletowe, a oczy zielone. Jej znaczkiem jest gwiazda z tęczowym ogonem. Grzywa i ogon są proste.
- Gałka Lodów (ang. Ice Scoop) – jednorożec koloru niebieskiego. Jej grzywa i ogon są żółte, a oczy zielone. Jej znaczkiem jest rożek lodowy. Grzywa i ogon są proste.
- Dzieło Połysku (ang. Fine Shine) – jednorożec koloru pomarańczowego. Jej grzywa i ogon są żółte i niebieskie, a oczy fioletowe. Jej znaczkiem są fioletowe bańki. Grzywa i ogon są proste.
- Trzmieli Szum (ang. Bumble Hum) – jednorożec koloru turkusowego. Jej grzywa i ogon są niebieskie i różowe, a oczy fioletowe. Jej znaczkiem są 3 pomarańczowe pszczoły. Grzywa i ogon są proste.
- Promieniujący Księżyc (ang. Rays Moon) – jednorożec koloru turkusowego. Jej grzywa i ogon są niebieskie, a oczy różowe. Jej znaczkiem jest żółta paleta i fioletowy pędzel. Grzywa i ogon są proste.
- Latająca Gwiazda (ang. Star Flight) – kucyk koloru różowego. Jej grzywa jest niebiesko-różowa, ogon różowy, a oczy niebieskie. Jej znaczkiem jest żółta gwiazda z niebieskim ogonem. Grzywa i ogon są proste. W swoim śnie miała błękitne skrzydła w żółte gwiazdki. Marzy o lataniu.
- Jasne Serce (ang. Heart Bright) – kucyk koloru białego. Jej grzywa jest fioletowo-niebieska, ogon różowy, a oczy zielone. Jej znaczkiem jest różowe serce z fioletowym ogonem. Grzywa i ogon są proste. W swoim śnie miała jasnofioletowe skrzydła w fioletowe serca. Również marzy o lataniu.
- Układanka (ang. Puzzlemint) – kucyk koloru białego. Jej grzywa i ogon są różowe, fioletowe i żółte, a oczy niebieskie. Jej znaczkiem jest fioletowa lupa i żółty kwiat. Grzywa i ogon są proste.
- Spryt Fiesty (ang. Fiesta Flair) – kucyk koloru żółtego. Jej grzywa i ogon są czerwone, a oczy niebieskie. Jej znaczkiem są czerwone marakasy. Grzywa i ogon są proste.
- Kwiat Mowy (ang. Blossomforth) – kucyk koloru białego. Jej grzywa i ogon są różowe, a oczy niebieskie. Jej znaczkiem są niebieskie kwiaty. Grzywa i ogon są proste.
- Wesoła Pogoda (ang. Merryweather) – kucyk koloru żółtego. Jej grzywa i ogon są fioletowe, a oczy zielone. Jej znaczkiem jest parasolka. Grzywa i ogon są proste.
- Nutka (ang. Tink-a-Tink-a-Too) – kucyk koloru niebieskofioletowego. Jej grzywa i ogon są różowe, niebieskie i fioletowe, a oczy niebieskie. Jej znaczkiem są niebieskie dzwonki. Grzywa i ogon są proste.
- Dzwoneczek Opowieści (ang. Storybelle) – kucyk koloru jasnoróżowego. Jej grzywa jest żółta, różowa, fioletowa i niebieska, ogon niebieski, oczy też. Jej znaczkiem jest wiatrak, tęcza i książka. Grzywa i ogon są proste. Lubi czytać.
- Zamieszanka (ang. Mish Mash Mee) – kucyk kolory błękitnego. Jej grzywa i ogon są pomarańczowe, różowe i fioletowe, a oczy fioletowe. Jej znaczkiem jest bębenek. Grzywa i ogon są proste.

### Ludzie
- Megan – jest 13-letnią córką farmera. Ma długie blond włosy przywiązane różową kokardą z tyłu, nosi jasnoróżową bluzkę i jasnozielone ogrodniczki przyozdobione sercem. Ma dwójkę rodzeństwa – 10-letniego Danny’ego i 7-letnią Molly. Jej magicznym klejnotem jest Świetlista Tęcza. Najczęściej lata na Strzałce. Jej ulubionym kucykiem jest Strzałka. Jej oczy są niebieskie.
- Danny – dziesięcioletni syn farmera, młodszy brat Megan i starszy brat Molly. Jest czasem nieznośny i robi nieprzyjemne kawały. Ma rude włosy i niebieskie oczy. Nosi czerwoną bejsbolówkę, dżinsy i niebieską bluzkę z białymi paskami. Potrafi używać różnych urządzeń np. magnetofon czy aparat fotograficzny. Jego ulubionym kucykiem jest Niespodzianka.
- Molly – siedmioletnia siostra Megan i Danny’ego, najmłodsza z rodzeństwa. Uwielbia jazdę konną. Jej włosy są blond kręcone związane ciemnoróżowymi kokardkami w dwa kucyki. Jej oczy są niebieskie. nosi białą bluzkę i różowe ogrodniczki przyozdobione sercem. Jest bardzo odważna jak na swój wiek. Lubi opiekować się małymi kucykami. Jej ulubionymi kucykami są Irysek, Fizia i Mała Tęcza.

### Przyjaciele
- Pikuś (ang. Spike) – mały różowy smok, przyjaciel kucyków.
- Włochatki (ang. Bushwoolies) – małe futrzaki, przyjaciele kucyków. Kształty mają różne, ale na ogół mają kształt trójkąta zaokrąglonego na górze. Na tułowiu widać tylko oczy i usta, a niektóre mają kocie wąsy. Widać im też czasem stopy. Jest ich dość dużo. Cztery pojawiające się najczęściej to:
  - Puszek (ang. Hugster) – granatowy włochatek, który jest królem włochatków. Czasami ma ręce w kolorowe poziome paski, żółte dłonie i niebieskie stopy. Poza tym ma wyłupiaste oczy i kocie wąsy.
  - Lubek (ang. Chumster) – żółty włochatek. Czasami ma ręce w kolorowe pionowe paski, fioletowe dłonie i fioletowe stopy. Poza tym ma też niewielką czuprynkę.
  - Miluś (ang. Wishfull) – fioletowy włochatek. Czasami ma ręce w fioletowo-niebieskie paski i niebieskie stopy. Poza tym ma też kocie wąsy.
  - Pomarańczowy włochatek. Czasami ma ręce w kolorową kratkę i niebieskie stopy. Poza tym ma czuprynkę taką samą jak Lubek.
- Pozostałe to:
  - Czerwony włochatek.
  - Zielony włochatek z jedną brwią.
  - Szaroniebieski okrągły włochatek.
  - Bladoróżowy okrągły włochatek.
  - Ciemno różowy włochatek.
  - Niebieskoczarny włochatek.
  - fioletowy włochatek z wyłupiastymi oczami.
  - Bladoróżowy włochatek, któremu zawsze widać stopy i ma kocie wąsy.
- Futrzaki (ang. Fur-bobs) – kuzyni włochatków. Z wyglądu przypominają psy. Ich liderem jest turkusowy futrzak.
- Pan Grzybulek (ang. Mr. Moochick) – mądry skrzat geniusz, ma pomocnika – królika. Ma problemy z pamięcią.
- Kicek (ang. Habit) – królik. Czasem jest brązowy, czasem biały. Jest pomocnikiem Grzybulka. Czasem wydaje się być rozsądniejszy od niego.
- Świetlista Tęcza (ang. Rainbow of Light) – stworzona przez pana Grzybulka Tęcza ma sześć kolorów: różowy, czerwony, żółty, zielony, błękitny i jasnofioletowy. Ma również umiejętność latania i pokonania wrogów.
- Kucyki Słoneczne (ang. Flutter Ponies) – kucyki, które potrafią latać szybciej niż wiatr i jako jedyne posiadają zdolność pokonania Smrula. Mają przezroczyste skrzydła podobne do skrzydeł wróżek. Pojawiły się w „Końcu Świetlistej Doliny”, „W świetle reflektorów”, w „Powrocie królestwa Tambelon” oraz w odcinku pilotażowym serii „Kucyki i przyjaciele”. Są to:
  - Niezapominajka (ang. Forget-Me-Not) – fioletowy kucyk słoneczny. Jej grzywa jest biała, a kokarda na ogonie zielona. Jej znaczkiem są jasnofioletowe niezapominajki. Ogon jest taki sam jak grzywa. Jej oczy są zielone. Jej grzywa i ogon są kręcone.
  - Brzoskwinia (ang. Peach Blossom) – turkusowy kucyk słoneczny. Jej grzywa jest zielona, a kokarda na ogonie różowa. Jej znaczkiem jest 5 kwiatów brzoskwini. Ogon jest taki sam jak grzywa. Oczy są fioletowe. Jej grzywa i ogon są kręcone.
  - Poranna Zorza (ang. Morning Glory) – błękitny kucyk słoneczny. Jej grzywa jest koloru brązowego, a kokarda na ogonie biała. Jej znaczkiem jest powój. Ogon jest taki sam jak grzywa. Oczy są niebieskie. Grzywa i ogon są kręcone. Zabawka ma jasnozieloną grzywę i ogon.
  -  Słodka Rosa (ang. Honeysuckle) – różowy kucyk słoneczny. Jej grzywa jest czerwona, a kokarda na ogonie ciemnoróżowa. Jej znaczkiem jest 5 kwiatów wiciokrzewu. Ogon jest taki sam jak grzywa. Oczy są ciemnoróżowe. Grzywa i ogon są kręcone. Zabawka ma jasnoróżową grzywę i ogon.
  -  Różyczka (ang. Rosedust) – żółty kucyk słoneczny. Jest królową słonecznych kucyków. Jej grzywa jest różowa, we włosach ma ciemnoróżowe pióro oznaczające królową, a jej kokarda na ogonie jest jasnoniebieska. Jej znaczkiem są 3 różowe róże. Ogon jest taki sam jak grzywa. Jej oczy są różowe. Mówi z brytyjskim akcentem. Grzywa i ogon są kręcone.
  - Lilia (ang. Lily) – różowy słoneczny kucyk. Jej grzywa jest fioletowa, a kokarda na ogonie biała. Jej znaczkiem są 3 czerwone lilie na zielonym pędzie. Ogon jest taki sam jak grzywa. Oczy są fioletowe. Grzywa i ogon są kręcone.
- Kucyki morskie (ang. Baby Sea Ponies) – kucyki, które żyją pod wodą. Każda z nich ma koło ratunkowe podobne do wodnego zwierzęcia. To sześć kucyków:
  - Pluskotka (ang. Ripple) – biały kucyk z czerwoną grzywą i zielonym kołem podobnym do żaby. Oczy są turkusowe. Grzywa jest kręcona. Zabawka ma ciemnoróżową grzywę.
  - Migoczące Morze (ang. Sea Shimmer) – jasnozielony kucyk z błękitną grzywą i różowym kołem podobnym do żółwia. Oczy są zielone. Grzywa jest kręcona. Zabawka ma ciemnoturkusową grzywę.
  - Słoneczny Natrysk (ang. Sun Shower) – żółty kucyk z pomarańczową grzywą i niebieskim kołem podobnym do aligatora. Oczy są niebieskie. Grzywa jest kręcona. Zabawka ma ciemnożółtą grzywę.
  - Lilia Wodna (ang. Water Lily) – różowy kucyk z zieloną grzywą i żółtym kołem podobnym do żaby. Oczy są różowe. Grzywa jest kręcona. Zabawka ma różowe koło.
  - Surferka (ang. Surf Rider) – jasnofioletowy kucyk z różową grzywą i niebieskim kołem podobnym do ryby. Oczy są niebieskie. Grzywa jest kręcona.
  - Przybrzeżna fala morska (ang. Beachcomber) – ciemnozielony kucyk z niebieską grzywą i różowym kołem podobnym do aligatora. Oczy są różowe. Grzywa jest kręcona.
- Starsi Bracia (ang. Big Brother Ponies) – starsi bracia małych kucyków, którzy wybrali się na wyprawę. To sześć koni prawdopodobnie Shire:
  - Rubin (ang. Slugger) – brązowy koń z biało-różową grzywą i białym ogonem ogonem. Nosi niebieską chustkę na szyi, a jego znaczkiem jest niebieska rękawica i brązowy kij do Baseballu. Ma brązowe oczy. Lubi Baseball. Zakochany w Perle, niestety, bez wzajemności. Zabawka jest różowa.
  - Tex (ang. Tex) – pomarańczowy koń z ciemnopomarańczowo-niebieską grzywą i ciemnopomarańczowym ogonem. Jego znaczkiem są 2 kaktusy. Nosi niebieską chustkę na szyi, a jego oczy są brązowe. Mówi z południowym akcentem i zachowuje się jak typowy kowboj. Zabawka jest żółta z czerwoną grzywą i ogonem.
  - Parowiec (ang. Steamer) – różowy koń z biało-niebieską grzywą i białym ogonem Jego znaczkiem jest niebiesko-żółty pociąg. Nosi żółtą chustkę na szyi, a jego oczy są żółte. Marzy o posiadaniu własnego pociągu.
  - Rozgrywający (ang. Quarterback) – niebieski koń z niebiesko-białą grzywą i niebieskim ogonem. Jego znaczkiem jest piłka do Futbolu. Nosi różową chustkę na szyi, a jego oczy są brązowe. Wydaje się być liderem. Lubi futbol.
  - Pirat (ang. Salty) – błękitny koń z różowo-czerwoną grzywą i różowym ogonem. Jego znaczkiem jest różowo-biała łódź. Nosi zieloną chustkę na szyi, a jego oczy są zielone. Interesuje się statkami. Zabawka ma ciemny róż zamiast czerwonego.
  - Topaz (ang. 4-Speed) – fioletowy koń z niebiesko-białą grzywą i niebieskim ogonem. Jego znaczkiem jest biało-brązowa wywrotka. Nosi różową chustkę na szyi, a jego oczy są żółte. Pasjonują go auta. Zabawka jest błękitna.
- Księżniczki Kucyków (ang. Princess Ponies) – sześć kucyków władających czarami:
  - Tiffany (ang. Princess Tiffany) – biały pegaz z białą grzywą i kokardą na ogonie tego samego koloru. Ma niebieską różdżkę i nosi fioletową czapkę urodzinową w jasnofioletowe serca z żółtą serpentyną na górze. Jej znaczkiem jest żółto fioletowa (różne odcienie) falbanka w kształcie trójkąta. Ogon taki sam jak grzywa. Oczy są niebieskie. Grzywa i ogon są kręcone.
  - Iskierka (ang. Princess Sparkle) – fioletowy jednorożec z turkusową grzywą i niebieską kokardą na ogonie. Ma turkusową różdżkę i nosi żółtą czapkę urodzinową w niebieskie kwiatki i motylki z niebieską serpentyną na górze. Jej znaczkiem jest niebiesko, żółto, czerwona falbanka w kształcie gwiazdki. Ogon taki sam jak grzywa. Oczy są zielone. Grzywa i ogon są kręcone.
  - Gwiazdeczka (ang. Princess Starburst) – żółty kucyk z fioletową grzywą i białą kokardą na ogonie. Ma jasnoróżową różdżkę i nosi żółtą czapkę urodzinową w fioletowe gwiazdki i księżyce z fioletową serpentyną na górze. Jej znaczkiem jest żółto-fioletowa falbanka w kształcie gwiazdki. Ogon taki sam jak grzywa. Oczy są różowe. Grzywa i ogon są kręcone.
  - Pierwiosnka (ang. Princess Primrose) – różowy kucyk z niebieską grzywą, czerwonym ogonem i różową kokardą na ogonie. Ma fioletową różdżkę i nosi fioletową czapkę urodzinową w jasnofioletowe kwiatki i motylki z żółtą serpentyną na górze. Jej znaczkiem jest niebiesko fioletowa falbanka w kształcie litery X. Jej oczy są żółte. Grzywa i ogon są kręcone. Zabawka ma niebieski ogon.
  - Serena (ang. Princess Serena) – błękitny kucyk z bladoróżową grzywą i różową kokardą na ogonie. Ma fioletowo różową różdżkę i nosi niebieską czapkę urodzinową w różowe serca z różową serpentyną na górze. Jej znaczkiem jest różowo-biała falbanka w kształcie serca. Ogon taki sam jak grzywa. Oczy są różowe. Grzywa i ogon są kręcone.
  - Szafirka (ang. Princess Royal Blue) – niebieski kucyk z czerwoną grzywą i niebieską kokardą na ogonie. Ma ciemnoróżową różdżkę i nosi niebieską czapkę urodzinową w białe gwiazdki i księżyce z białą serpentyną na górze. Jej znaczkiem jest czerwono-biała falbanka w kształcie półksiężyca. Ogon taki sam jak grzywa. Oczy są różowe. Grzywa i ogon są kręcone. Zabawka ma ciemnoróżową grzywę i ogon.
- Fiołek (ang. Knight Shade) – mały koń z białą sierścią i charakterystyczną fioletową grzywą i ogonem. Piosenkarz pochodzący z miasteczka koni.
- Dina (ang. Dinah) – olbrzymi szczeniak Małej Tidli.
- Grandlesy – brzydkie lecz bardzo miłe stworzenia. Pojawiły się w pilotażowym odcinku, w którym pomogły odnaleźć słoneczne kucyki i pokonać Smura oraz w odcinku Powrót królestwa Tambelon, gdzie pomogli pokonać Grogara i jego armię.
- Drog – jeden ze sług Grogara, który pomógł kucykom i Megan pokonać Grogara.
- Krabostrachy (ang. Crabnasty) – ogromne kraby, które pomogły kucykom pokonać Florki.
- Pluma – ptak potrafiący zmieniać kształt.
- Edgar – pingwin, syn króla Szarlatana.

### Wrogowie
- Ohydia (ang. Hydia) – czarownica z wulkanu. Ma dwie podopieczne – Reekę i Drakcię. Nienawidzi kucyków. Nie lubi, gdy jej podopieczne nazywają ją „mamą”. Widzimy ją tylko w „Końcu Doliny Słońca” i w odcinku pilotażowym „Mój mały kucyk”.
- Reeka – pierwsza z podopiecznych Ohydii, jej szczególną wadą jest jedzenie. Często denerwuje Ohydię nazywając ją „mamą”.
- Drakcia (ang. Draggle) – druga podopieczna Ohydii, często ją denerwuje nazywając ją „mamą”.
- Smrul (ang. Smooze) – fioletowy śluz, który zalał krainę kucyków. Pojawił się tylko w pilocie serialu „Mój mały kucyk”.
- Grogar – zły baran, władca krainy Tambelon.
- Bray – osioł na usługach Grogara.
- Bambla – królowa pszczół, która chciała ukraść Słoneczny Kamień.
- Somnambula – wiedźma, która odebrała małym kucykom młodość.
- Zeb – zebra, zły menadżer Fiołka i pomagier Erebusa.
- Erebus (ang. Arabus) – zły demon przypominający z wyglądu szary obłok. Żywi się cieniami kucyków.
- Lavan – demon lawy, który posiada dwie formy: lawową i kryształową.
- Florki – złe kwiaty, które próbowały zniszczyć Kucykolandię.
- Zębol (ang. Niblick) – troll, którego skarb sprowadził suszę na Kucykolandię. Chciał dostać magiczne monety z powrotem, lecz dzięki Megan, która zażyczyła trolla, który lubi czystość, naprawia szkody.
- Skalniak kamienny pies – zły pies z kamienia.
- Księżniczka Porcynia – świnia, która złapała Księżniczkę Kropelkę i Zefirka, chciała zmienić Kucykolandię w szklaną krainę. Po pokonaniu Drapiaków przechodzi na dobrą stronę.
- Drapiaki – pół-psy i pół-ptaki na usługach Porcynii.
- Skwark – czerwona ośmiornica, która chciała posiąść amulet do swych celów.
- Gizmonki – dwie małpy, które chciały ukraść Świetlistą Tęczę za pomocą maszyny.
- Król Szarlatan (ang. King Charlatan)- pingwin, władca lodowej krainy i ojciec księcia Edgara. Chciał zamrozić cały świat, jednak gdy zdał sobie sprawę, że kocha syna zmienił się.
- Bizen – zły czarnoksiężnik, który sprawił, że rzeczy kucyków ożyły.
- Katrina – zła wiedźma przypominająca kota. Zniewoliła Włochatki. Odkąd gdy Słoneczko uratowało ją zaprzyjaźniła się z kucykami i Megan.
- Rep – zmiennokształtny jaszczur na usługach Katriny.
- Tirek – demoniczny centaur, władca pałacu ciemności. Chciał sprowadzić wieczną ciemność na świat.
- Scorpan – gargulec na usługach Tireka. Pomagał kucykom i Megan w ostatecznej walce z Tirekiem, po którym powrócił do formy ludzkiej.

## Obsada

### Oryginalna

#### 1984 rok
- Tammy Amerson – Megan
- Charlie Adler – Pikuś
- Tony Randall – pan Grzybulek
- Sandy Duncan – 
  - Jabłuszko
  - Świetliczek
  - Składanka
- Laura Dean – 
  - Muszka
  - Wata Cukrowa
  - Luna
  - Zmierzch
- Lynne Lipton – Niedopałek
- Fran Brill – Blask
- Ron Taylor – Scorpan
- Victor Caroli – Tirek
- Nancy Cartwright – Morski Blask
- Ivy Austin – Morski Pobrzeżek
- Jeannie Elias – Tancerz Fal

#### 1985 rok
- Tammy Amerson – Megan
- Charlie Adler – 
  - Pikuś
  - Włochatek
- Alice Playten – 
  - Włochatek
  - Mała Luna
  - Gwiezdny Kwiat
- Sheryl Bernstein – Włochatek
- Susan Blu – Włochatek
- Nancy Cartwright – 
  - Włochatek
  - Beza
- Russi Taylor – Włochatek
- Frank Welker – Włochatek
- B.J. Ward – Mała Niespodzianka
- Laura Dean – Słoneczko
- Katie Leigh – 
  - Mała Wata Cukrowa
  - Mały Blask
- Jeannie Elias – 
  - Lotka
  - Pył
- Ivy Austin – Brylancik
- Tammy Grimes – Katrina
- Paul Williams – Rep

#### 1986–1987
- Tammy Amerson – Megan (film)
- Bettina Bush – Megan (serial)
- Scott Menville – Danny
- Keri Houlihan – Moly
- Charlie Adler – 
  - Pikuś
  - Włochatek
  - Topaz
  - Rozgrywający
  - Pirat
  - Drapiak
- Tony Randall – pan Grzybulek
- Alice Playten – 
  - Włochatek
  - Mała Kropelka (film)
  - Iskierka
  - Mała Tiktakto
- Sheryl Bernstein – 
  - Włochatek
  - Perła (film)
- Susan Blu – 
  - Włochatek
  - Perła (serial)
  - Mała Tęcza (film)
  - Promyczek
- Nancy Cartwright – 
  - Włochatek
  - Zefirek
  - Beza
  - Trula
  - Słodka Rosa
  - Pluskotka
  - Surferka
  - Przytulanka
- Russi Taylor – 
  - Włochatek
  - Lukrecja
  - Poranna Zorza
  - Różyczka
  - Mała Lili
- Frank Welker – 
  - Włochatek
  - Bray
- Danny DeVito – Król Grandlesów
- Katie Leigh – 
  - Fizia
  - Mały Zefirek
  - Wstążka
  - Księżniczka'
  - Mała Księżniczka
  - Kropelka
  - Mały Irysek
  - Małe Słoneczko (film)
  - Migoczące Morze
  - Lilia Wodna
- Pierwiosnka
  - Mleczka
  - Tulipanka
  - Mała Tidli
- Sherry Lynn – 
  - Galaktyka
  - Mała Wstążka
  - Klejnocik
  - Pierniczek
  - Małe Słoneczko (serial)
  - Szafirka
  - Pół Nutka
- Ellen Gerstell – 
  - Mimi
  - Kluczynka
  - Tęcza
  - Różdżka (film)
  - Kulka Lodów
- Jill Wayne – 
  - Mała Tęcza (serial)
  - Irysek
- Jeannie Elias – 
  - Maskotka
  - Koral
  - Mała Kropelka (serial)
  - Różdżka (serial)
  - Cuksik (serial)
  - Słoneczny Natrysk
  - Mała Fifi
- Cathy Cavadini – Gwiazda (film)
- B.J Ward – 
  - Gwiazda (serial)
  - Niespodzianka
  - Niezapominajka
  - Brzoskwinia
- Robbie Lee – 
  - Północna Gwiazdka
  - Mała Kwaczka
- Noelle North – Płomyczek
- Sarah Partridge – Strzałka
- Laurel Page – Cuksik (film)
- Jennifer Darling – 
  - Serena
  - Drakcia (serial)
  - Rika (serial)
- Kath Soucie –
  - Gwiazdeczka
  - Tiffany
- Rob Paulsen – 
  - Rubin
  - Parowiec
  - Tex
- Katie Lee –
  - Surfinia
  - Sisi
- Madeline Kahn – Drakcia (film)
- Michael Bell – Grogar
- Cloris Leachman – Ohydia (film)
- Tress MacNeille – Ohydia (serial)
- Cam Clarke – Drapiak
- Townsend Coleman – Drapiak
- Rhea Perlman – Rika (film)

#### 1992 rok
Obsada Opowieści kucyków

#### 2003–2007
- Janyse Jaud – 
  - Jabłuszko
  - Różyczka
  - Skuterowa Ikona
- Chiara Zanni – 
  - Jabłkowa Przyprawa
  - Astra
  - Flecik
  - Łakotka
  - Fryga
  - Wodny Ogień
  - Kokosowy Gaj
- Kathleen Barr – 
  - Kwiat Mowy
  - Forsycja
  - Brokat Poślizgu
  - Kimono
  - Układanka
  - Poziomka
  - Chmurka
  - Honolulu
- Kelly Sheridan – 
  - Muszka
  - Kokosanka
  - Cukiereczek
  - Pętla De-La
  - Morski Spray
  - Nutka
  - Walentynka
- Tabitha St. Germain –
  - Słodki Trzmiel
  - Cukrowa Laska
  - Kwiatuszek
  - Spryt Fiesty
  - Miętka
  - Ciasto Brzoskwiniowe
  - Lilijka
  - Wyspa Rozkoszy
  - Świstak
- Tracey Moore – Śmieszka
- Ellen Kennedy – Kokardka
- Anna Cummer – 
  - Gazowany Napój
  - Jasne Serce
  - Wesoła Pogoda
  - Latająca Gwiazda
- Saffron Henderson – 
  - Błyskotka
  - Księżycka
  - Marzycielka
  - Wiosenna Gorączka
- Venus Terzo – 
  - Tęcza
  - Iskierka
- Jillian Michaels – Niespodzianka
- Ellen Kennedy – Gwiazdka
- Kelly Metzger – Dzwoneczek Opowieści
- Adrienne Carter – Promyczek
- Lenore Zann – Gwiazdeczka
- Maryke Hendrikse – Błyskotka
- Erin Matthews – Lekka Lilja
- Cathy Weseluck – Bajeczka
- Brittney Wilson – Harmonijka
- Chantal Strand – Pchełka
- Britt McKillip – Melodyjka
- Andrea Libman – Zizi
- Brian Drummond – Spike

## Wersja polska
Serial został wydany w 1992 roku na VHS przez Demel International w wersji lektorskiej. W latach 1998–1999 był emitowany w bloku Kucyki i przyjaciele na antenie TVN z dubbingiem w pasmie Bajkowe kino. Seria Kucyki i przyjaciele składała się z dwóch części. W pierwszej części emitowano jeden odcinek serialu animowanego Mój mały kucyk, który stanowił przewodni motyw całej serii. Druga część obejmowała zaś jeden odcinek z trzech poniższych seriali animowanych – Świetliki (Glo Friends), Lunatanie (MoonDreamers) i Kartofelkowe dzieci (Potato Head Kids). Od 26 marca 2007 serial był emitowany na antenie MiniMini z nowym dubbingiem. W Polsce serial został wydany na VCD i DVD.

### Lektor
- Wersja wydana na VHS z angielskim dubbingiem i polskim lektorem. Czytali Janusz Kozioł i Tomasz Knapik.

Dystrybucja: Demel
- Serial został wydany także w serii Magiczny Świat Bajek razem z takimi serialami animowanymi jak: Śliczne świnki, G.I. Joe, Transformery, Komandosi z podwórka, Kapitan Bucky O’Hare[5].

### Dubbing

#### Pierwsza wersja – koniec lat 90.
Wersja polska: Master Film na zlecenie TVN
Reżyseria: Miriam Aleksandrowicz
Dialogi:
- Kaja Sikorska,
- Elżbieta Łopatniukowa

Dźwięk: Ewa Kwapińska
Montaż: Krzysztof Podolski
Teksty piosenek:
- Wiesława Sujkowska,
- Wiesława Cykorn-Wiśniewska

Opracowanie muzyczne: Eugeniusz Majchrzak
Kierownik produkcji: Agnieszka Wiśniowska
Wystąpili:
- Dorota Lanton
- Olga Bończyk – Megan
- Elżbieta Bednarek
- Anna Apostolakis
- Izabela Dąbrowska –
  - Kluczynka
  - Lukrecja
- Elżbieta Jędrzejewska
- Agata Gawrońska – mieszkanka Ciemnego Miasta (odc. 22–24)
- Krystyna Kozanecka –
  - Księżniczka
  - Poranna Zorza (odc. 1–10)
  - Przytulanka (odc. 46)
- Lucyna Malec – mieszkanka Ciemnego Miasta (odc. 22–24)
- Brygida Turowska – Płomyczek
- Izabella Bukowska – Kluczynka
- Aleksandra Rojewska –  Jagódka
- Iwona Rulewicz –
  - Słodka Rosa (odc. 1–10)
  - Niespodzianka
- Jolanta Wilk – Księżniczka (odc. 59)
- Joanna Wizmur –
  - Galaktyka
  - Mała Tidli
  - Promyczek
  - Pikuś
  - Danny
  - Rika (odc. 1–10)
  - jedna z Florków (odc. 38–39)
  - Wózek (odc. 45–46)
- Jacek Bończyk –
  - Włochatek Lubik (odc. 1–10)
  - różowy Futrzak (odc. 2),
  - Andrzej, zalotnik Ariel (odc. 58–59)
- January Brunov – Gart (odc. 58–59)
- Jacek Czyż –
  - Zeb (odc. 21–24),
  - jeden z Florków (odc. 38–39),
  - Szarlatan, król pingwinów (odc. 41–42)
- Jarosław Domin
- Tomasz Bednarek – Ścigacz (odc. 5)
- Arkadiusz Jakubik – Fiołek (odc. 21-24)
- Cezary Kwieciński –
  - Włochatek Miluś (odc. 1–10),
  - Kanapa (odc. 45–46)
- Dariusz Odija – Erebus (odc. 23–24)
- Wojciech Machnicki
- Jerzy Mazur
- Piotr Pręgowski
- Janusz Wituch
- Aleksander Wysocki
- Zbigniew Suszyński

#### Druga wersja – 2007 rok
Wersja polska: na zlecenie MiniMini – Master Film
Reżyseria: Agata Gawrońska-Bauman
Dialogi:
- Elżbieta Jeżewska,
- Kaja Sikorska

Dźwięk:
- Elżbieta Mikuś,
- Małgorzata Gil

Montaż: Gabriela Turant-Wiśniewska
Kierownictwo produkcji: Romuald Cieślak
Teksty piosenek: Andrzej Brzeski
Opracowanie muzyczne: Piotr Gogol
Wystąpili:
- Dominika Kluźniak – Megan
- Karolina Lichuta – Molly
- Izabella Bukowska
- Brygida Turowska – Zefirek
- Magdalena Krylik
- Iwona Rulewicz
- Lucyna Malec – 
  - Maskotka
  - Klejnocik
- Beata Wyrąbkiewicz – Beza
- Monika Pikuła –  Pierniczek
- Agnieszka Kunikowska –
  - Cuksik
  - Galaktyka
- Joanna Jeżewska
- Beata Jankowska-Tzimas – 
  - Kropelka
  - Mała Kropelka
- Joanna Pach – Fizia
- Małgorzata Socha – Perła
- Anna Apostolakis – Różdżka
- Izabela Dąbrowska
- Agnieszka Fajlhauer -
  - Wstążka
  - Mała Wstążka
- Monika Kwiatkowska – Strzałka
- Katarzyna Łaska – Poranna Zorza
- Joanna Borer
- Krystyna Tkacz – Ohydia
- Agata Gawrońska-Bauman – jedna z Florków (odc. 38–39)
- Łukasz Lewandowski – Pikuś
- Robert Tondera
- Marcin Hycnar
- Cezary Kwieciński –
  - troll (odc. 31–34)
  - jeden z Florków (odc. 38–39)
- Janusz Wituch
- Mieczysław Morański –
  - książę pod zamkiem Zębola (odc. 31–34)
  - jeden z Florków (odc. 38–39)
- Leszek Zduń
- Artur Pontek
- Grzegorz Drojewski
- Krzysztof Szczerbiński
- Piotr Deszkiewicz
- Jacek Czyż
- Paweł Sanakiewicz – troll Zębol (odc. 31–34)
- Jarosław Domin
- Wojciech Machnicki
- Włodzimierz Press
- Tomasz Bednarek
- Jan Kulczycki
- Andrzej Arciszewski
- Łukasz Gil – Danny
- Grzegorz Wons – Grzybulek
- Tomasz Kozłowicz – Bączek (odc. 31–34)
- Andrzej Blumenfeld
- Zbigniew Konopka –
  - szef Krabostrachów (odc. 38–39)
  - Skalniak, kamienny pies (odc. 45–46)
- Mirosław Wieprzewski – jeden z Florków (odc. 38–39)
- Janusz Wituch

Lektor: Tomasz Kozłowicz

## Odcinki

### Spis odcinków

#### 1984–1987
| Nr                 | Polski tytuł                                | Angielski tytuł                          |  |  |
| ------------------ | ------------------------------------------- | ---------------------------------------- |  |  |
|                    |                                             |                                          |  |  |
| SERIA PIERWSZA     |                                             |                                          |  |  |
|                    |                                             |                                          |  |  |
| 01                 | Duch Perłowej Farmy, część 1                | The Ghost of Paradise Estate, Part 1     |  |  |
| 01                 | Duch Perłowej Farmy, część 2                | The Ghost of Paradise Estate, Part 2     |  |  |
|                    |                                             |                                          |  |  |
| 02                 | Duch Perłowej Farmy, część 3                | The Ghost of Paradise Estate, Part 3     |  |  |
| 02                 | Duch Perłowej Farmy, część 4                | The Ghost of Paradise Estate, Part 4     |  |  |
|                    |                                             |                                          |  |  |
| 03                 | Ścigane kwiatki, część 1                    | Fugitive Flowers, Part 1                 |  |  |
| 03                 | Ścigane kwiatki, część 2                    | Fugitive Flowers, Part 2                 |  |  |
|                    |                                             |                                          |  |  |
| 04                 | Magiczne monety, część 1                    | The Magic Coins, Part 1                  |  |  |
| 04                 | Magiczne monety, część 2                    | The Magic Coins, Part 2                  |  |  |
|                    |                                             |                                          |  |  |
| 05                 | Magiczne monety, część 3                    | The Magic Coins, Part 3                  |  |  |
| 05                 | Magiczne monety, część 4                    | The Magic Coins, Part 4                  |  |  |
|                    |                                             |                                          |  |  |
| 06                 | Bunt w Perłowej Farmie, część 1             | The Revolt of Paradise Estate, Part 1    |  |  |
| 06                 | Bunt w Perłowej Farmie, część 2             | The Revolt of Paradise Estate, Part 2    |  |  |
|                    |                                             |                                          |  |  |
| 07                 | Skalniak, kamienny pies, część 1            | Crunch the Rockdog, Part 1               |  |  |
| 07                 | Skalniak, kamienny pies, część 2            | Crunch the Rockdog, Part 2               |  |  |
|                    |                                             |                                          |  |  |
| 08                 | W świetle reflektorów, część 1              | Bright Lights, Part 1                    |  |  |
| 08                 | W świetle reflektorów, część 2              | Bright Lights, Part 2                    |  |  |
|                    |                                             |                                          |  |  |
| 09                 | W świetle reflektorów, część 3              | Bright Lights, Part 3                    |  |  |
| 09                 | W świetle reflektorów, część 4              | Bright Lights, Part 4                    |  |  |
|                    |                                             |                                          |  |  |
| 10                 | Powrót królestwa Tambelon, część 1          | The Return of Tambelon, Part 1           |  |  |
| 10                 | Powrót królestwa Tambelon, część 2          | The Return of Tambelon, Part 2           |  |  |
|                    |                                             |                                          |  |  |
| 11                 | Powrót królestwa Tambelon, część 3          | The Return of Tambelon, Part 4           |  |  |
| 11                 | Powrót królestwa Tambelon, część 4          | The Return of Tambelon, Part 4           |  |  |
|                    |                                             |                                          |  |  |
| 12                 | Szczeniackie zabawy                         | Pony Puppy                               |  |  |
| 12                 | Cuksik i poszukiwanie skarbów               | Sweet Stuff and the Treasure Hunt        |  |  |
|                    |                                             |                                          |  |  |
| 13                 | Podniebny pałac, część 1                    | Flight to Cloud Castle, Part 1           |  |  |
| 13                 | Podniebny pałac, część 2                    | Flight to Cloud Castle, Part 2           |  |  |
|                    |                                             |                                          |  |  |
| 14                 | Szklana księżniczka, część 1                | The Glass Princess, Part 1               |  |  |
| 14                 | Szklana księżniczka, część 2                | The Glass Princess, Part 2               |  |  |
|                    |                                             |                                          |  |  |
| 15                 | Szklana księżniczka, część 3                | The Glass Princess, Part 3               |  |  |
| 15                 | Szklana księżniczka, część 4                | The Glass Princess, Part 4               |  |  |
|                    |                                             |                                          |  |  |
| 16                 | Nieszczęśnik, część 1                       | Woe Is Me, Part 1                        |  |  |
| 16                 | Nieszczęśnik, część 2                       | Woe Is Me, Part 2                        |  |  |
|                    |                                             |                                          |  |  |
| SERIA DRUGA        |                                             |                                          |  |  |
|                    |                                             |                                          |  |  |
| 17                 | Odrobina magii                              | Little Piece of magic                    |  |  |
| 17                 | Zamieszanie                                 | Mish Mash Melee                          |  |  |
|                    |                                             |                                          |  |  |
| 18                 | Koniec Świetlistej Doliny, część 1          | The End of Flutter Valley, Part 1        |  |  |
| 18                 | Koniec Świetlistej Doliny, część 2          | The End of Flutter Valley, Part 2        |  |  |
|                    |                                             |                                          |  |  |
| 19                 | Koniec Świetlistej Doliny, część 3          | The End of Flutter Valley, Part 3        |  |  |
| 19                 | Koniec Świetlistej Doliny, część 4          | The End of Flutter Valley, Part 4        |  |  |
|                    |                                             |                                          |  |  |
| 20                 | Koniec Świetlistej Doliny, część 5          | The End of Flutter Valley, Part 5        |  |  |
| 20                 | Koniec Świetlistej Doliny, część 6          | The End of Flutter Valley, Part 6        |  |  |
|                    |                                             |                                          |  |  |
| 21                 | Koniec Świetlistej Doliny, część 7          | The End of Flutter Valley, Part 7        |  |  |
| 21                 | Koniec Świetlistej Doliny, część 8          | The End of Flutter Valley, Part 8        |  |  |
|                    |                                             |                                          |  |  |
| 22                 | Koniec Świetlistej Doliny, część 9          | The End of Flutter Valley, Part 9        |  |  |
| 22                 | Koniec Świetlistej Doliny, część 10         | The End of Flutter Valley, Part 10       |  |  |
|                    |                                             |                                          |  |  |
| 23                 | Złote wrota, część 1                        | Through the Door, Part 1                 |  |  |
| 23                 | Złote wrota, część 2                        | Through the Door, Part 2                 |  |  |
|                    |                                             |                                          |  |  |
| 24                 | Wojownik smoków                             | Would Be Dragonslayer                    |  |  |
| 24                 | Lodowa bitwa                                | The Ice Cream Wars                       |  |  |
|                    |                                             |                                          |  |  |
| 25                 | Złodzieje tęczy                             | The Great Rainbow Caper                  |  |  |
| 25                 |                                             |                                          |  |  |
| 26                 | Somnambula, część 1                         | Somnambula, Part 1                       |  |  |
| 26                 | Somnambula, część 2                         | Somnambula, Part 2                       |  |  |
|                    |                                             |                                          |  |  |
| 27                 | Poszukiwania Pikusia                        | Spike's Search                           |  |  |
| 27                 | Kucyki i Książę                             | The Prince and the Ponies                |  |  |
|                    |                                             |                                          |  |  |
| 28                 | W Poszukiwaniu Księżniczek Kucyków, część 1 | The Quest of the Princess Ponies, Part 1 |  |  |
| 28                 | W Poszukiwaniu Księżniczek Kucyków, część 2 | The Quest of the Princess Ponies, Part 2 |  |  |
|                    |                                             |                                          |  |  |
| 29                 | W Poszukiwaniu Księżniczek Kucyków, część 3 | The Quest of the Princess Ponies, Part 3 |  |  |
| 29                 | W Poszukiwaniu Księżniczek Kucyków, część 4 | The Quest of the Princess Ponies, Part 4 |  |  |
|                    |                                             |                                          |  |  |
| 30                 | Złote podkowy, część 1                      | The Golden Horseshoes, Part 1            |  |  |
| 30                 | Złote podkowy, część 2                      | The Golden Horseshoes, Part 2            |  |  |
|                    |                                             |                                          |  |  |
| 31                 | Brr, Jak zimno, część 1                     | Baby, It's Cold Outside, Part 1          |  |  |
| 31                 | Brr, Jak zimno, część 2                     | Baby, It's Cold Outside, Part 2          |  |  |
|                    |                                             |                                          |  |  |
| Odcinek pilotażowy |                                             |                                          |  |  |
|                    |                                             |                                          |  |  |
| M1                 | Mój mały kucyk: FILM                        | My Little Pony: The Movie                |  |  |
|                    |                                             |                                          |  |  |
| Odcinki specjalne  |                                             |                                          |  |  |
|                    |                                             |                                          |  |  |
| M1                 | Ucieczka z pałacu ciemności                 | Escape from Midnight Castle              |  |  |
|                    |                                             |                                          |  |  |
| M2                 | Ucieczka od Katriny                         | Escape from Catrina                      |  |  |
|                    |                                             |                                          |  |  |

#### Opowieści kucyków
Lista odcinków Opowieści kucyków

#### 2003–2007
| Nr             | Polski tytuł                      | Angielski tytuł              |  |
| -------------- | --------------------------------- | ---------------------------- |  |
|                |                                   |                              |  |
| SERIA PIERWSZA |                                   |                              |  |
|                |                                   |                              |  |
| 01             | Czarujące Urodziny                | A Charming Birthday          |  |
| 02             | Taniec w Chmurach                 | Dancing in the Clouds        |  |
| 03             | Przyjaciele nigdy nie są daleko   | Friends Are Never Far Away   |  |
| 04             | Kucykowe Święta                   | A Very Minty Christmas       |  |
| 05             | Parada Księżniczki                | The Princess Promenade       |  |
| 07             | Uciekająca Tęcza                  | The Runaway Rainbow          |  |
| 08             | Wróć, Lekka Lilio                 | Come Back, Lily Lightly      |  |
| 09             | Dwoje dla nieba                   | Two For the Sky              |  |
| 10             | Pozytywny Róż                     | Positively Pink              |  |
| 11             | Zlot biedronek Róży               | Pinki Pie's Ladybug Jamboree |  |
| 12             | Pozdrowienia z Krainy Jednorożców | Greetings from Unicornia     |  |

### Opisy odcinków
- Ucieczka z Pałacu ciemności

Gdy kucyki bawią się na łące nagle przylatują potwory i porywają Watę Cukrową i Lunę. Świetliczek leci sprowadzić pomoc. Dociera na farmę, gdzie spotyka Megan – 12-letnią dziewczynkę. Zabiera ją do Kucykolandii, aby pomogła kucykom. Gdy przyleciały potwory wróciły i porwały Bańkę i Niedopałka. Megan, Świetliczek, Zmierzch, Muszka i Jabłuszko idą do Pana Grzybulka, aby im pomógł. Skrzat daje Megan medalion ze Świetlistą tęczą. W tym czasie Tirek zmienia kucyki (oprócz Niedopałka, gdyż jest ona za mała) w potwory za pomocą Tęczy Mroku. Niedopałek spotyka Pikusia – małego smoka, przyjaciela sługi Tireka – Scorpana, z którym się zaprzyjaźnia. Gdy Megan i kucyki docierają do pałacu Jabłuszko zostaje złapana i zmieniona w potwora. Kucyki próbują zabrać Tirekowi Tęczę Mroku, jednak ten ją odzyskuje i uwalnia. Wtedy Megan uwalnia Świetlistą Tęczę, jednak okazuje się, że jest malutka. Gdy Tęcza Mroku ją pochłania łączą się w wielką Świetlistą Tęczę, która przywraca wszystkim ich dawne postaci, a Scorpan wrócił do postaci księcia i jest im wdzięczny. Po wszystkim Megan z kucykami i Pikusiem wracają do Wyśnionego Zamku i Świetliczek zanosi dziewczynkę do domu.
- Ucieczka od Katriny

Kucyki wyprawiają festyn dla Megan. Gdy Lotka wraz z Megan przylatują Pył daje jej medalion ze Świetlistą Tęczą. U złej wiedźmy Katriny zniewolone są Włochatki – małe futrzaki, które postanawiają uciec od wiedźmy. Podczas ucieczki Katrina zorientowała się, że ich nie ma i ruszyła za nimi w pogoń. Trafia do Wyśnionego zamku, skąd przepędza ją Świetlista Tęcza. Wiedźma bardzo chce ją zdobyć. Megan pomaga maluchom przebrać się na festyn. Mała Luna nie wie jednak co założyć. Megan ubiera ją jak księżniczkę, dając jej również medalion. Katrina korzysta z okazji, że Mała Luna jest i porywa ją. Megan i kucyki idą jej pomóc. Gdy wiedźma chce wrzucić małego jednorożca w przepaść Słoneczko ratuje ją. Katrina zaprzyjaźnia się z kucykami i Megan.
- Mój mały kucyk: FILM

Wiedźmy daremnie usiłują zepsuć kucykom ich święto wiosny, więc postanawiają ożywić Smrula. Reeka i Drakcia przynoszą Ohydii wszystkie składniki oprócz Flumu, ale Smrul się udaje. Podczas tanecznego występu Mała Kropelka wszystko psuje i postanawia opuścić Kucykolandię. Pikuś idzie razem z nią. Podczas nieudanej próby lotu spadają do wąwozu z wodospadem. Różdżka, Zefirek i Irysek wyruszają na poszukiwania. Idą do Włochatków, które właśnie wybierają się na święto wiosny. Nagle zostają zaatakowani przez Smrula, który brudzi Zefirka, Puszka i Lubka, którzy przez to stają się zrzędliwi. Irysek razem z Milusiem wyruszają w dalsze poszukiwania, a reszta wraca do Wyśnionego Zamku, aby ostrzec innych. Strzałka i Gwiazda lecą do Megan. Zabierają ze sobą również Danny’ego i Molly – młodsze rodzeństwo Megan. W tym czasie Smrul zatapia zamek kucyków. Nawet Świetlista Tęcza powstrzymuje go, ale zostaje zatopiona. Na Cuksika również spada Smrul z drzewa. Megan, Strzałka i Fizia idą do Pana Grzybulka, aby dał im nowy dom. Dostają Perłową Farmę i dowiadują się, że Słoneczne Kucyki mogą pokonać Smrula, a Grzybulek daje im mapę prowadzącą do Świetlistej Doliny. Wiedźmą udaje się powtórnie ożywić Smrula. Megan, Danny, Molly, Strzałka, Fizia i Różdżka wyruszają w poszukiwania Słonecznych Kucyków. Reeka i Drakcia idą do Arga – wielkiego pająka, aby ich powstrzymał. Pikusiowi i Małej Kropelce pomagają Grandlesy – sympatyczne trolle. Po ucieczce przed Smrulem kucyki i dzieci spotykają Iryska i Milusia. Potem idą do Lasu Cieni, gdzie atakują ich groźne drzewa. Gdy Mała Kropelka, Pikuś i Grandlesy ledwo uciekają przed Smrulem, ten brudzi Pikusiowi ogon. Nagle trafiają na łąkę, gdzie wyciągają ze studni Polarną Zorzę – Słonecznego Kucyka. Po przejściu przez Las Cieni Megan, Danny, Molly, Różdżka, Strzałka, Fizia, Irysek i Miluś zostają zaatakowani przez Arga, ale na szczęście uciekają. Udaje im się dotrzeć do Świetlistej Doliny. Różyczka, królowa Słonecznych Kucyków, nie chce im jednak pomóc. Nagle przybywają Mała Kropelka, Pikuś, Grandlesy i Polarna Zorza, która przekonuje Różyczkę, aby pomóc kucykom. W ostatniej chwili przybywają do Doliny Marzeń i pokonują Smrula. Czyszczą również Puszka, Lubka, Zefirka, Cuksika i ogon Pikusia. Kucyki oddają Grandlesom swój zamek, ponieważ mają Perłową Farmę.
- Duch Perłowej Farmy

Kucyki i dzieci robią remont Perłowej Farmy. W nocy do pokoju małych kucyków przychodzi duch i stacza z nimi walkę na poduszki. Megan mówi im, że nie ma się czego bać i że duch jest wytworem ich wyobraźni. Duch jednak przychodzi ponownie, ale Megan nie wierzy nawet Molly, która też widziała ducha. Przez całą noc dzieci i kucyki próbują go złapać, bez skutku. Rano duch znów się pojawia, wykurza kucyki z ich domu i łapie je w sieć. Nagle okazuje się, że duchem była Pluma – ptak potrafiący zmieniać kształt. Pluma mówi kucykom, że wiele lat temu jej dziadek Rufus pokonał złego potwora Skwarka za pomocą magicznego amuletu, który potem łamie na pół. Jedną z części wrzucił do wody, a drugą zakopał na lądzie, ale Skwark złapał Rufusa i nie zamierza go wypuścić póki Pluma nie znajdzie połówki amuletu ukrytej na lądzie. W tym celu niszczy Perłową Farmę. Próbuje naprawić dom amuletem, ale jedną połówką nie można zrobić wiele. Megan ma pomysł jak uwolnić Rufusa: Perła, Pikuś i Pluma zatrzymają Skwarka i Raka na powierzchni, a Megan, Danny, Molly i Fizia uwolnią Rufusa. Zostają niestety złapani, ale szybko uciekają. Skwark jednak odnalazł drugą połowę amuletu i zalewa Dolinę Marzeń. Danny ma na szczęście plan: On, Megan, Molly, Pluma, Perła, Fizia i Zefirek zagadają Skwarka i Raka, a Promyczek, Strzałka, Koral i Gwiazda zrzucą na nich sieć. Plan udaje się. Megan za pomocą amuletu naprawia wszystkie szkody i niszczy amulet. Pluma i Rufus wracają do domu.